# Szeged története

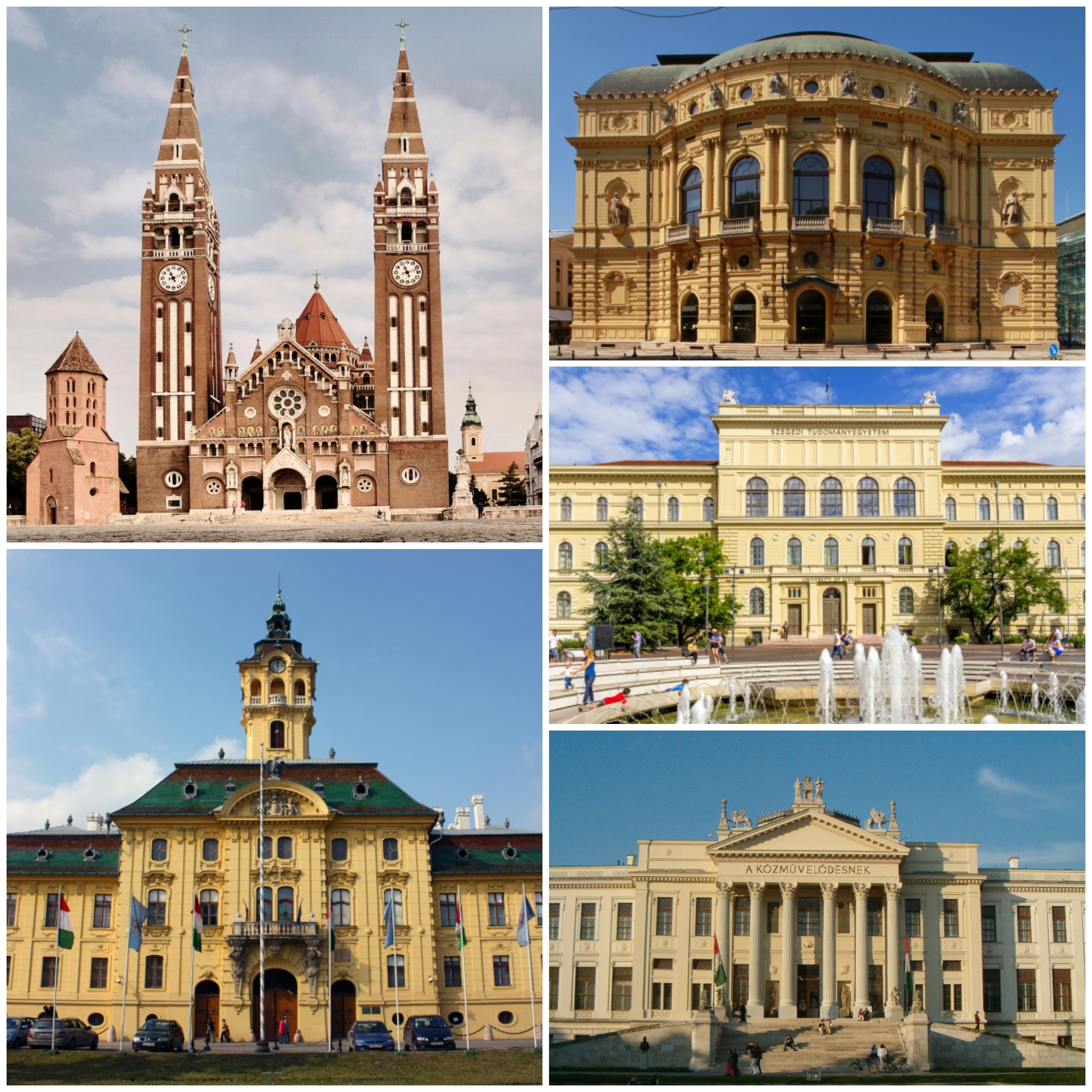
Fentről, balról jobbra: a Dóm, a Nemzeti Színház, a Szegedi Tudományegyetem, a Móra Ferenc Múzeum és a Városháza.

Szeged története az újkőkorig nyúlik vissza, amikor az első emberi települések megjelentek a térségben, a Kr. e. 6. évezred körül. A római korban a település Partiscum néven volt ismert, és a térségen keresztülhaladó vízi és szárazföldi útvonalak révén fontos kereskedelmi központtá vált, ahol sót, aranyat és fát szállítottak.
A magyar honfoglalást követően, a 10. században Szeged a magyarok egyik jelentős településévé vált, és már a középkorban is meghatározó szerepet játszott. Első írásos említése 1183-ból származik, amelyben a város a magyar sószállítás központjaként jelenik meg. A tatárjárás során, 1241-ben a város teljesen elpusztult, de a későbbiekben újjáépítették és várral erősítették meg. A 13. századtól kezdve Szeged a régió egyik legfontosabb kereskedelmi központjává vált, főként a sókereskedelem révén. 1498-ban szabad királyi városi rangot kapott, ezzel megerősítve központi szerepét.
Szegedet a 16. században a törökök elfoglalták, és 1526-ban kifosztották. A török uralom 143 évig tartott, míg végül 1686-ban az osztrák seregek visszafoglalták. A város 1715-ben nyerte vissza szabad királyi városi rangját, majd 1719-ben címerrel is gazdagodott. A modern Szeged történelmének egyik legmeghatározóbb eseménye az 1879-es nagy árvíz volt, amely a város épületeinek többségét elpusztította. Az árvíz után Szeged nemzetközi támogatással újjáépült, ekkor alakult ki a ma is látható, kör- és sugárutas utcaszerkezete.
A 20. században Szeged gazdasági és kulturális jelentősége tovább nőtt. Az 1920-as trianoni békeszerződés után a város több elcsatolt dél-magyarországi település központi szerepét átvette. Az árvíz után fogadalomként megépült szegedi dóm, amely Magyarország negyedik legnagyobb temploma, a város egyik ikonikus építményévé vált. A második világháború után Szeged az élelmiszeripar központjává fejlődött, és a szocializmus idején jelentős városfejlesztés zajlott.
Ma Szeged az ország egyik legvonzóbb városa, híres egyeteme, a Szegedi Tudományegyetem az ország legjobbjai közé tartozik. Kulturális rendezvényei, mint a Szegedi Szabadtéri Játékok, nemzetközi vásárai, gasztronómiai különlegességei és egyedülálló történelmi öröksége évente turisták ezreit vonzza. Szeged napjainkban Magyarország negyedik legnagyobb városa és Csongrád-Csanád vármegye székhelye, az ország egyik legjelentősebb kulturális, gazdasági és tudományos központja.

## A természeti kép

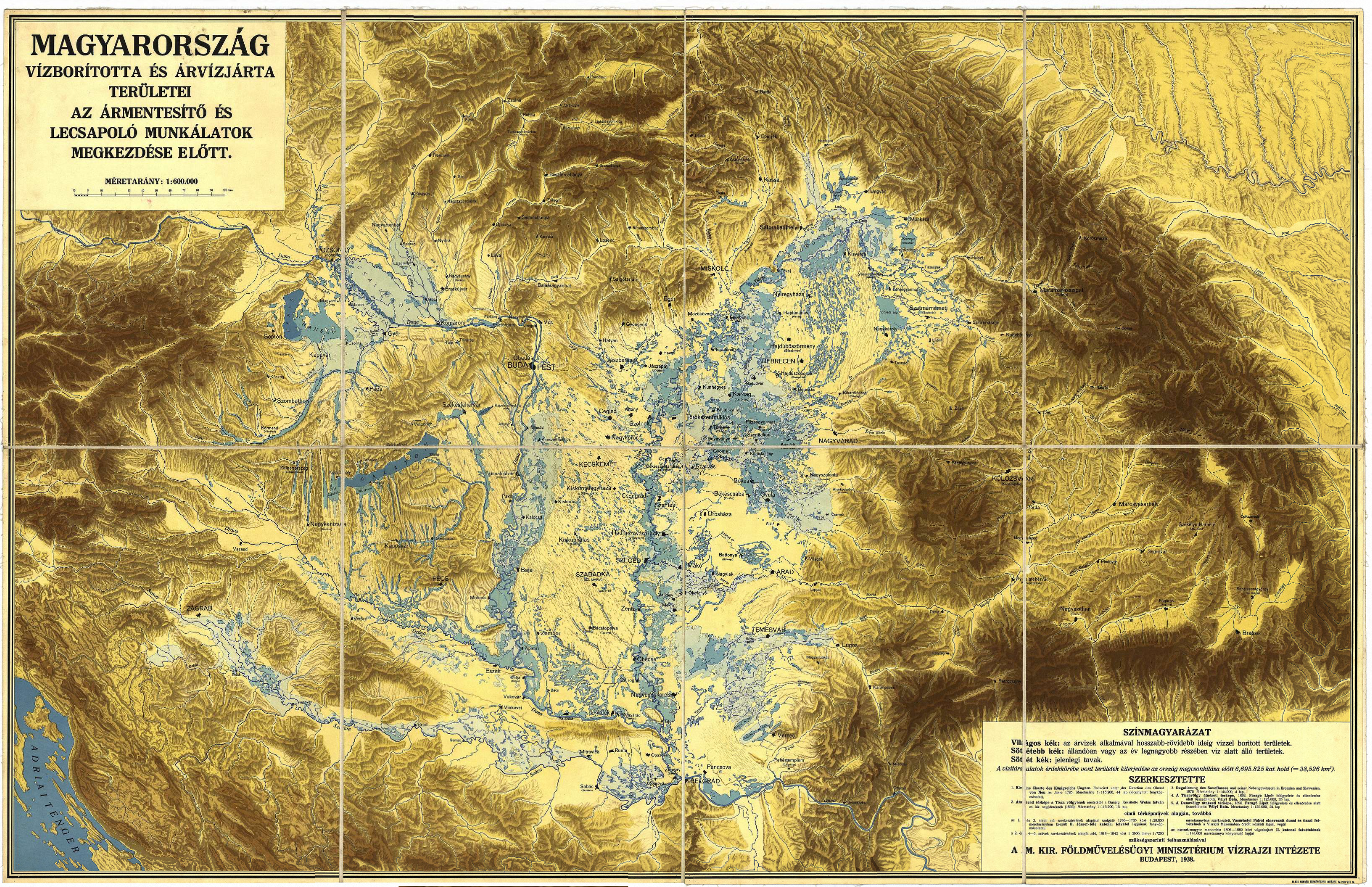
A Kárpát-medence vízborította és árvízjárta területei az ármentesítő és lecsapoló munkálatok megkezdése előtt (1938-as térkép).

Szeged kialakulása és fejlődése szorosan összefügg a természeti adottságokkal. Az Alföld 100 ezer km²-es síkságának részeként Szeged földtani alapjai a földtörténeti harmad- és negyedkorban alakultak ki. A miocén időszakban tengerek és tavak formálták a területet, amely később, a pliocén végére feltöltődött, és síksággá vált. A negyedkorban a folyók, különösen az Ős-Duna és a Maros, hordalékkúpokat alakítottak ki, amelyek ma is meghatározzák a tájat.
A város a Tisza árterében fekszik, ahol kiemelkedő hátságok és szigetek – mint a mai Belváros, Felső- és Alsóváros területei – biztosítottak lakóhelyet az embereknek. A földrajzi adottságok azonban kihívást is jelentettek, mivel Szeged az Alföld legmélyebb pontján található, ahol az ár- és belvizek gyakori problémát okoztak. A város szintkülönbsége minimális, 77,9 és 83,5 méter között mozog az Adriai-tenger szintjéhez képest.

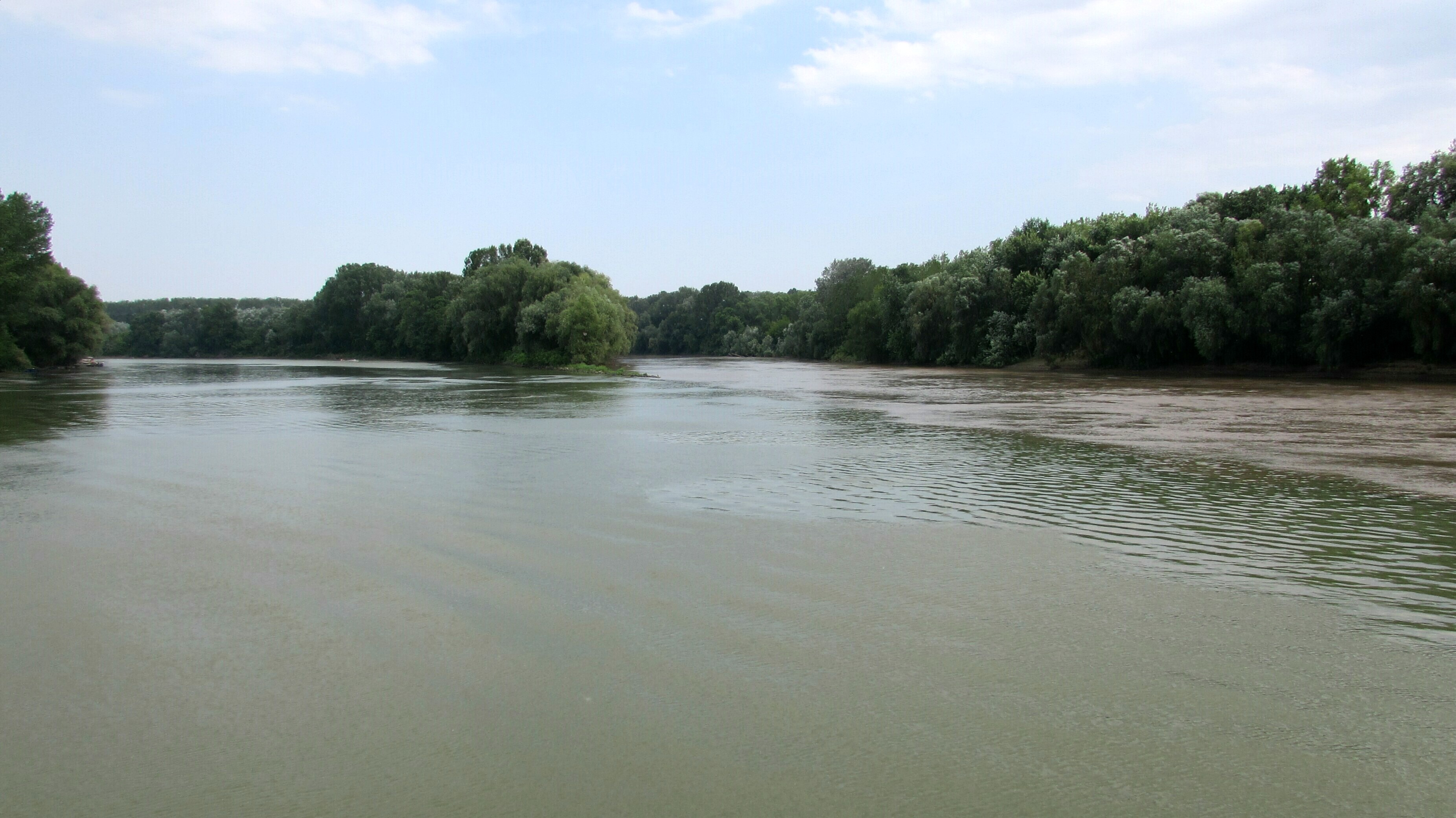
A Tisza (jobbra) és a Maros (balra) találkozása Szegeden.

A folyók – a Tisza és a Maros – meghatározó szerepet játszottak Szeged életében. A Tisza széles ártere és nagy kanyarulata, valamint a Maros elágazásai fontos közlekedési és gazdasági útvonalakat biztosítottak. A Tisza mellékágai, mint például a Kis-Tisza és a Boszorkánysziget, valamint a Maros holtágai máig őrzik a múlt emlékét.
A természeti környezet meghatározta a településhálózatot és a közlekedési útvonalakat is. Szeged nemcsak vízi utak csomópontja volt, hanem fontos szárazföldi utak találkozási helye, amelyek Erdélytől a Dunántúlig és a Balkántól Budáig húzódtak. A természeti adottságok és az emberi tevékenységek együttesen formálták a tájat és a várost, amelynek történetében a vízrendezési munkálatok a 19. században hoztak fordulópontot.

## Őskor
Szeged őskori múltja a folyamatos kulturális kölcsönhatások és változások története. Az itt élő népek alkalmazkodtak a természeti környezethez, miközben új technológiák és szokások meghonosításával gazdagították a térséget. A Tisza közelsége, a termékeny síkságok és a stratégiai elhelyezkedés mind hozzájárultak ahhoz, hogy Szeged már az őskorban is fontos központként működjön.
A város és térsége a Kárpát-medence egyik legősibb lakott vidéke, ahol az emberi jelenlét nyomai több ezer évre nyúlnak vissza. A régészeti feltárások tanúsága szerint már a paleolitikum idején, körülbelül 350 ezer évvel ezelőtt is éltek emberek ezen a területen. Az újkőkor során Szeged és környéke különösen jelentős központtá vált, köszönhetően a Tisza folyó közelségének, amely termékeny talajt, bőséges vízforrást és kiváló közlekedési lehetőségeket biztosított.
A neolitikum elején a Balkán-félsziget felől érkező földműves közösségek, például a Körös-kultúra népei telepedtek meg ezen a vidéken. Ők honosították meg a földművelést és az állattenyésztést, valamint az agyagedény-készítést és a nagyobb települések létrehozását. A neolitikum középső szakaszában, a Kr. e. 5. évezredben, a vonaldíszes kerámia kultúrája és a Vinča-kultúra találkozása hozott kulturális fellendülést. E két hatás eredményeként jött létre a Tisza-kultúra, amelynek központja a mai Szeged térségében alakult ki.

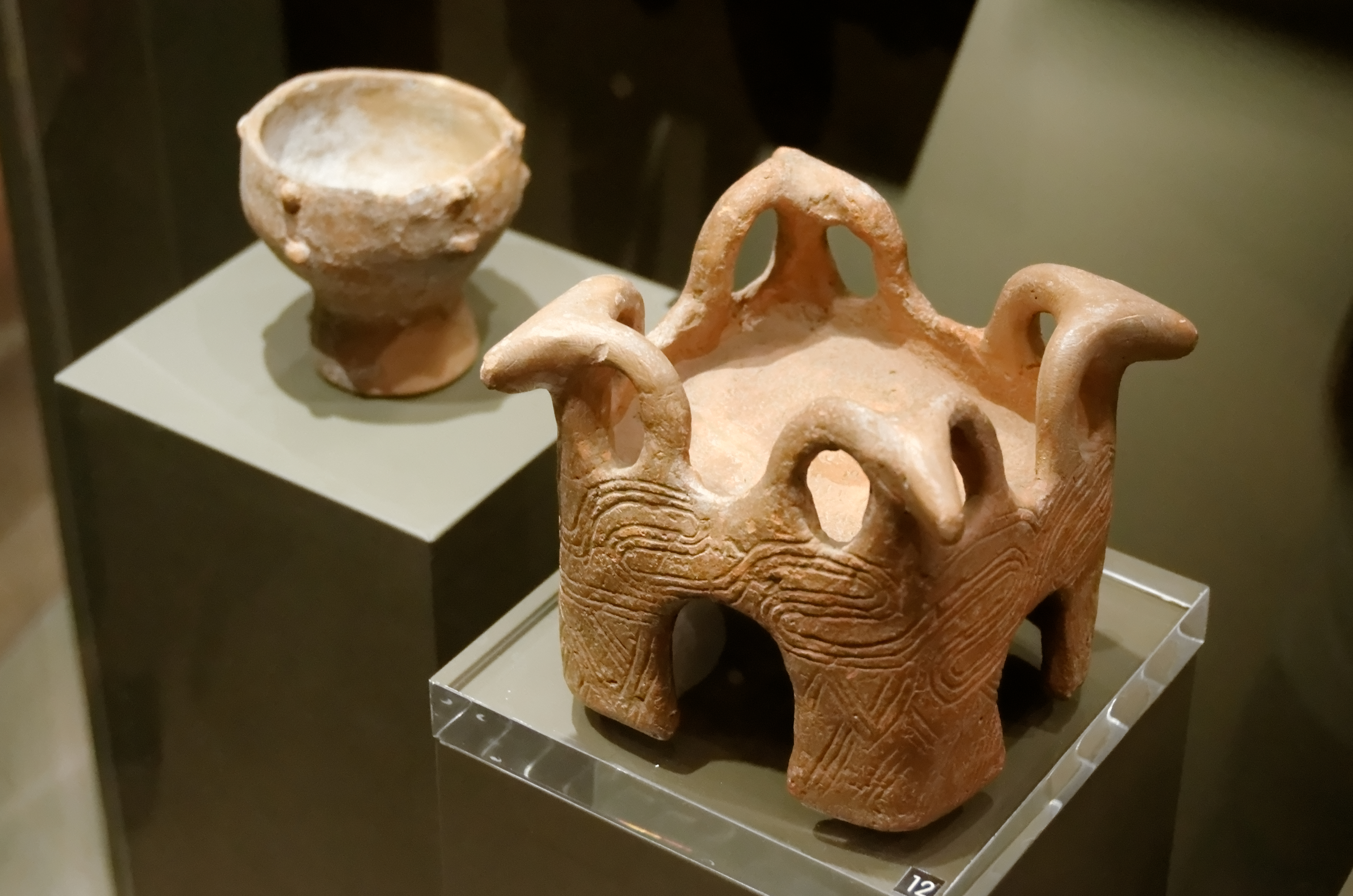
Egy Szeged környékén felfedezett Tisza-kultúrához köthető kerámia: "Neolitikus oltár bárányfejjel". Magyar Nemzeti Múzeum, Budapest.

A Tisza-kultúra népei nagy méretű, jól szervezett településeket hoztak létre. Ezeket gyakran folyók közelében, természetes védelemként szolgáló magaslatokon helyezték el. A korszak egyik különleges régészeti emléke a Szeged környéki agyagszobrocskák, amelyek vallási vagy rituális célt szolgálhattak. Az itt élők fejlett kerámiaművészetükről is híresek voltak: edényeik finoman megmunkáltak, gazdagon díszítettek voltak, és gyakran geometriai mintákkal ékesítették őket.
A neolitikum végén azonban változások következtek be a térségben. A nagyobb települések fokozatosan elnéptelenedtek, és a népesség kisebb, szétszórt közösségekbe rendeződött. A rézkorban (Kr. e. 4000–2800) új népek érkeztek Szeged vidékére, például az okkersíros kurgán-kultúra lovas nomádjai, akik jelentős hatást gyakoroltak a helyi lakosság életmódjára.
A bronzkor (Kr. e. 2800–800) Szeged környékén is a technológiai és társadalmi fejlődés időszaka volt. A térség népei megismerték a bronzöntés technikáját, amely lehetővé tette a hatékonyabb eszközök és fegyverek előállítását. Az Alföld termékeny síkságainak köszönhetően Szeged központi szerepet játszott a kereskedelmi útvonalak hálózatában, amelyek a Balkán és Közép-Európa között húzódtak. A korszak egyik legérdekesebb újítása a kerekes szekerek használata volt, amely nemcsak a közlekedést, hanem az áruszállítást is forradalmasította.
A vaskor (Kr. e. 800–Kr. u. 1. század) idején a Kárpát-medence különböző népei, köztük a szkíták, kelták és dákok hagyták nyomukat Szeged történetében. Bár e korszakból kevesebb konkrét adat áll rendelkezésre, a régészeti leletek – például fegyverek, ékszerek és kerámiák – gazdag kulturális kapcsolatokra utalnak.

## Ókor
A Tisza és a Maros torkolatától délre az őskor óta átkelőhelynek megfelelő folyószakasz volt, így ezt a területet azóta is folyamatosan lakták. Ptolemaiosz leírásából ismerjük Szeged legrégebbi, ókori nevét: Partiszkon.
A Kr. e. 6. század fontos fordulópont volt a Kárpát-medence történetében. Hérodotosz, a történetírás atyja, elsőként említi az agathürszoszokat, akik földjét a Marossal (akkori nevén Morisz) azonosította, amely az Isztrosz (Duna) folyóba ömlik. Hérodotosz szerint az agathürszoszok gazdagok voltak aranyban, ami összefügghet Erdély híres aranybányáival és folyók által hordott aranyrögökkel. A szerző arról is írt, hogy közös házassági szokásaik miatt a nép egységesen testvérként élt, elkerülve az irigységet és a gyűlöletet. Későbbi források említést tesznek arról, hogy az agathürszoszok hajukat kék színűre festették és tetoválták testüket.
A régészeti kutatások szerint ezt az időszakot a szkíta kultúra határozta meg a térségben. A szkíták feltehetően a perzsa Dareiosz király Kr. e. 531-es hadjáratát követően vándoroltak a Kárpát-medencébe. Az ásatások során feltárt sírleletek, mint például a Sándorfalva-Eperjes és Csanytelek-Újhalastó területén előkerült tárgyak, a szkíták jelenlétét igazolják. A szkíta kultúra jellemzője, hogy különböző etnikumokat egyesített az életmód és szokások révén.
A szkíták mellett a kelták is jelentős szerepet játszottak a térség történetében. A Kr. e. 2. században érkező szkordiszkoszok és tauriszkoszok telepedtek le, és Szeged környékén, például Szőregen és Kiszomboron hagytak hátra leleteket. Valószínűleg ők alapították Partiszkon nevű várost is. A kelták kulturális befolyása a térségben a Kr. e. 1. századra csökkent, amikor Burebista, a dákok vezére, hadjáratai során kiszorította őket.
A dákok után a szarmaták jelentek meg a Kárpát-medencében, akiknek betelepítésében a rómaiak játszottak kulcsszerepet. A szarmaták két fő csoportja, a jazigok és a roxolánok, a Kr. u. 1–2. században telepedett le. A szarmaták kezdetben nomád életmódot folytattak, később azonban agrárgazdaságot alakítottak ki. Kultúrájukat és életmódjukat több római szerző, például Tacitus és Plinius is leírta. A szarmaták kerámiái és sírleletei mellett a vidékükön épült sáncrendszerek is a jelenlétüket igazolják.

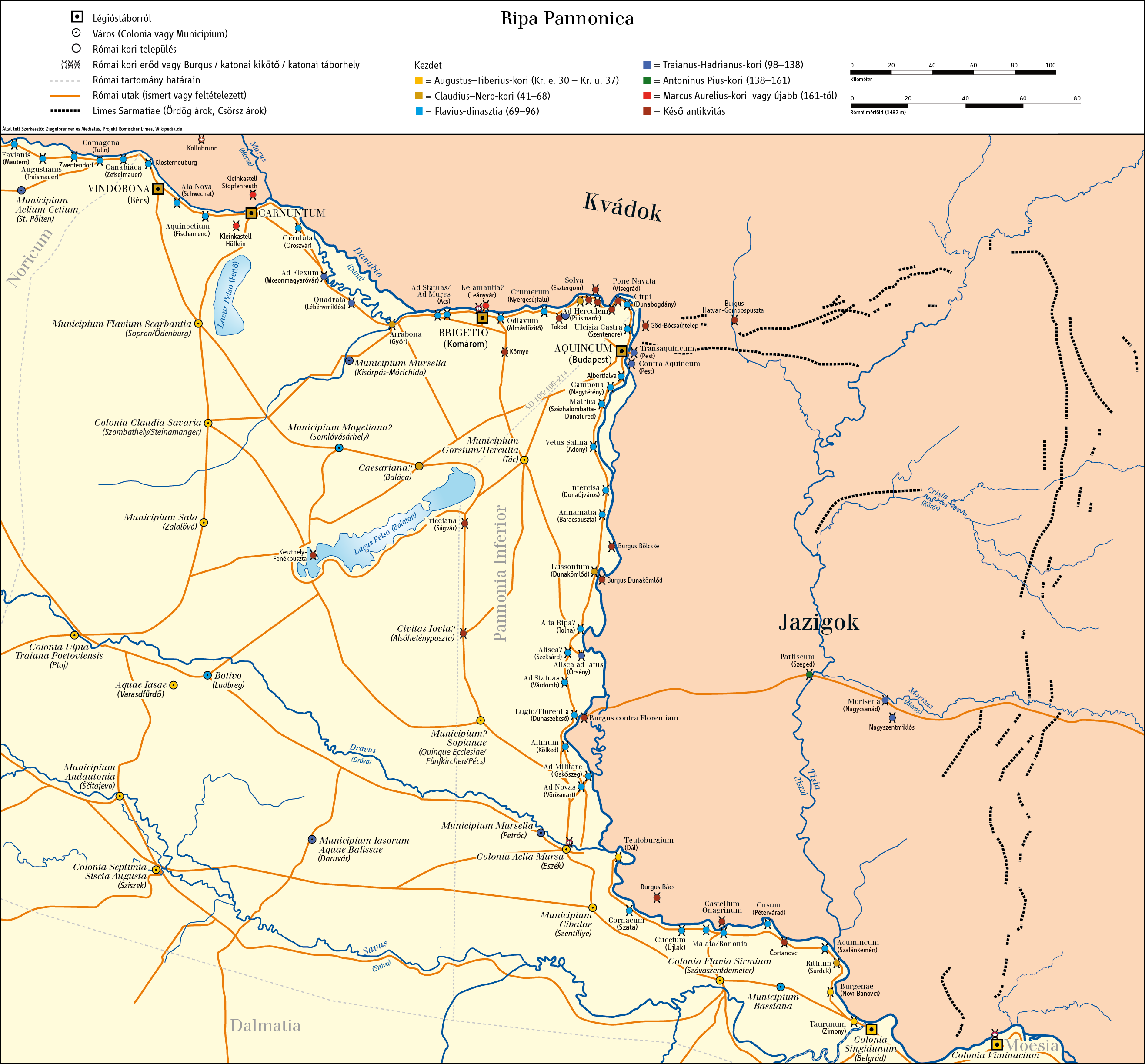
Pannonia római provincia legfontosabb városai és a pannoniai limes.

A szarmata korszak a Kr. u. 5. századig tartott, amikor a népvándorlás korának germán népei, mint a gótok és a gepidák, fokozatosan átvették az irányítást a térségben. A rómaiak által létesített utak és erődítmények, például Partiszkon őrállomása, a szarmaták korának emlékeit is őrzik.
A római korban a Kárpát-medence keleti és nyugati részeit összekötő utak jelentősége kiemelkedő volt. A Duna és a Tisza között húzódó alföldi szarmaták földjén kelet–nyugati irányú utak haladtak át, ezek közül különösen fontos volt a Maros déli partján vezető út. Szeged környékén római emlékek, például téglák, feliratos kövek és egy márvány férfifej is igazolják, hogy a Kr. u. 2–3. században őrállomás működött a térségben.
A Szeged helyén feltételezett Partiszkon nevű római település erődítményként szolgálhatott, amely a császári posta és kereskedelmi útvonalak része volt. A rómaiak a Maros és a Tisza vízi útját is használták, különösen hadikészletek szállítására, például Marcus Vinicius Kr. e. 10–9-es hadjáratainak idején. Bár keveset tudunk a térség útvonalainak pontos folytatásáról, az ásatások alapján valószínűsíthető a római infrastruktúra jelenléte Szeged környékén.

## Népvándorlás kora

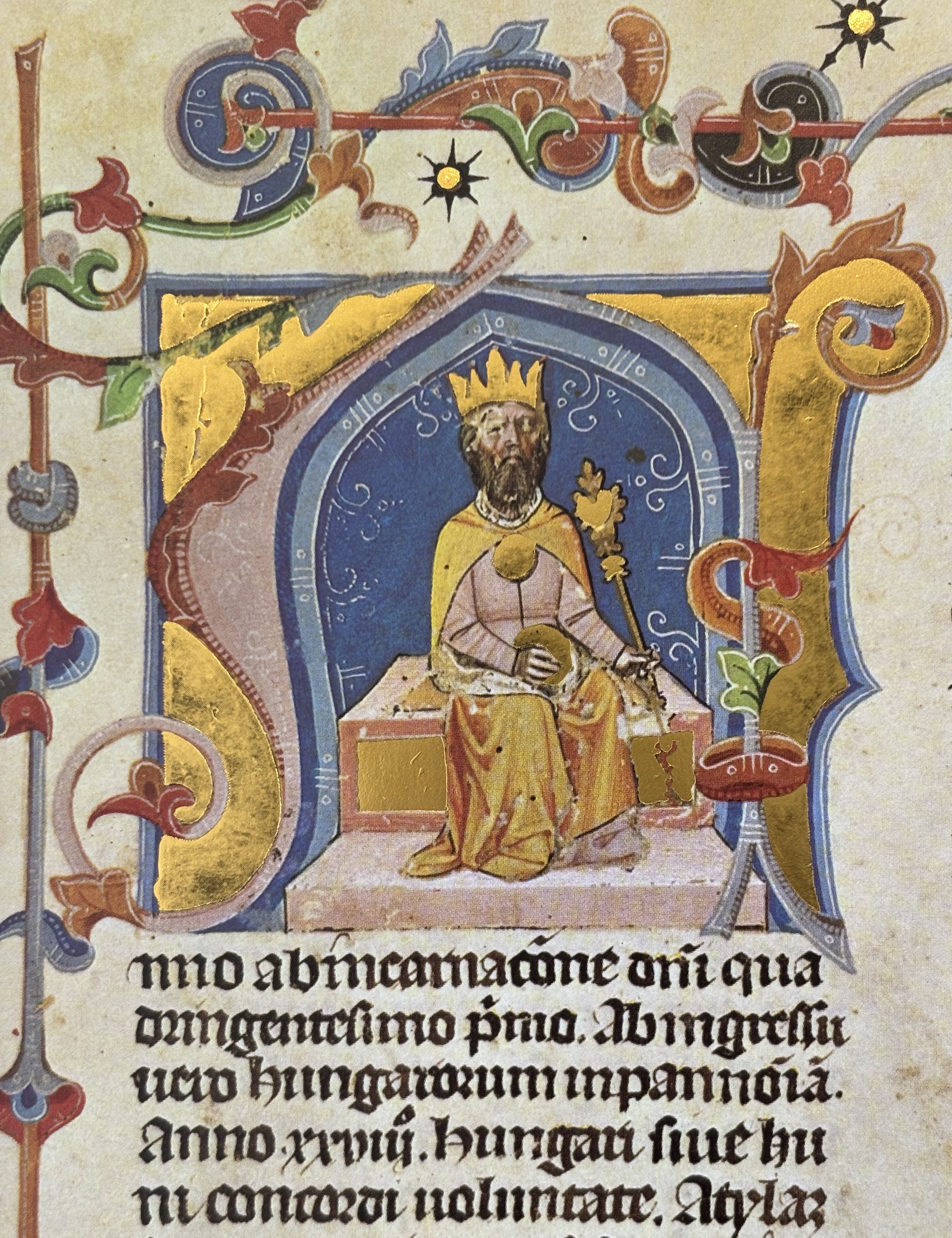
Attila hun király 14. századi ábrázolása a Képes krónikában.

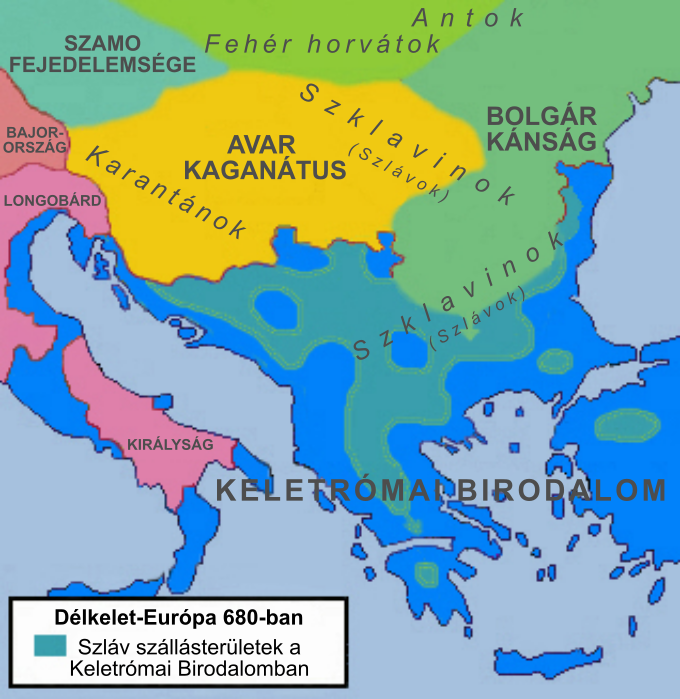
Délkelet-Európa 680 körül.

A népvándorlás kora drasztikusan megváltoztatta Szeged térségének etnikai arculatát, amelyet a hunok 375 körüli, gyors Európába törése indított el. A hunok először a Dnyeszter mentén élő gót birodalmakat igázták le, majd az Al-Duna vidékén rendezkedtek be Uldin vezetésével. Innen kiindulva hódították meg az Alföldet, főként alávetett népeiken keresztül. A hun birodalom központja a 420-as évektől az Alföldön, valószínűleg a Duna-Tisza közén, Szeged közelében volt. Priszkosz rétor feljegyzései szerint Attila fejedelmi udvara itt működött.
Attila halála után a hun birodalom belső viszályok miatt szétesett. A Nedao folyó mellett a gepidák és a germán népek koalíciója döntő vereséget mért rájuk. A hunok keletre vonultak vissza, és nyomaikat, például a jellegzetes főzőcserépüstöket, hátrahagyták. A gepidák, akik a Tisza, a Duna, az Olt és a Kárpátok közti területeken uralkodtak, számos tárgyi emléket hagytak hátra Szeged környékén, például élvéséses csatokat és fibulákat.
A gepida uralmat a longobárdok és az avarok megjelenése döntötte meg. A longobárdok és gepidák közti konfliktus Alboin királyt arra késztette, hogy Baján avar kagán segítségét kérje. Az avarok a gepidák legyőzése után Szeged és környéke meghatározó hatalmává váltak, mintegy 300 évig uralták a Kárpát-medencét. Az avarok Szeged környékén számos temetőt hagytak, például Szőregen, amelyeken jól látszik a gepida-avar kultúra folytonossága. Az avar birodalom fénykorában a Bizánci Birodalommal folytatott kereskedelem és konfliktusok jelentették a középpontot.
Az avar birodalom 805 körül esett szét, miután Nagy Károly frank seregei és Krum bolgár kán támadásai megpecsételték sorsukat. A Kárpát-medence keleti részei, így Szeged és környéke is, a bolgár állam fennhatósága alá kerültek.
A 9. században a térség története kevésbé feltárt, ám bizonyos, hogy Szeged környékén szlávok, gepidák, avarok és más népek is megfordultak. A magyar honfoglalás idején ez a sokszínű népesség már jelen volt, megalapozva Szeged későbbi fejlődésének alapjait.

## A honfoglalás és államalapítás kora
A honfoglaló magyarok 895-ben jelentek meg a Kárpát-medencében, és az Alföldre érve fokozatosan megszállták a Tisza-menti területeket, köztük Szeged környékét is. Bár a honfoglalás eseményeit kortárs források nem örökítették meg, Anonymus Gesta Hungarorum című műve több száz évvel később, mesés elemekkel gazdagítva számolt be a történtekről. Szeged és vidéke ekkor a bolgár állam peremterülete volt, ahol a bolgár katonai hatalom jelenléte biztosította a sókereskedelmet, amelyet később a magyarok vettek át.

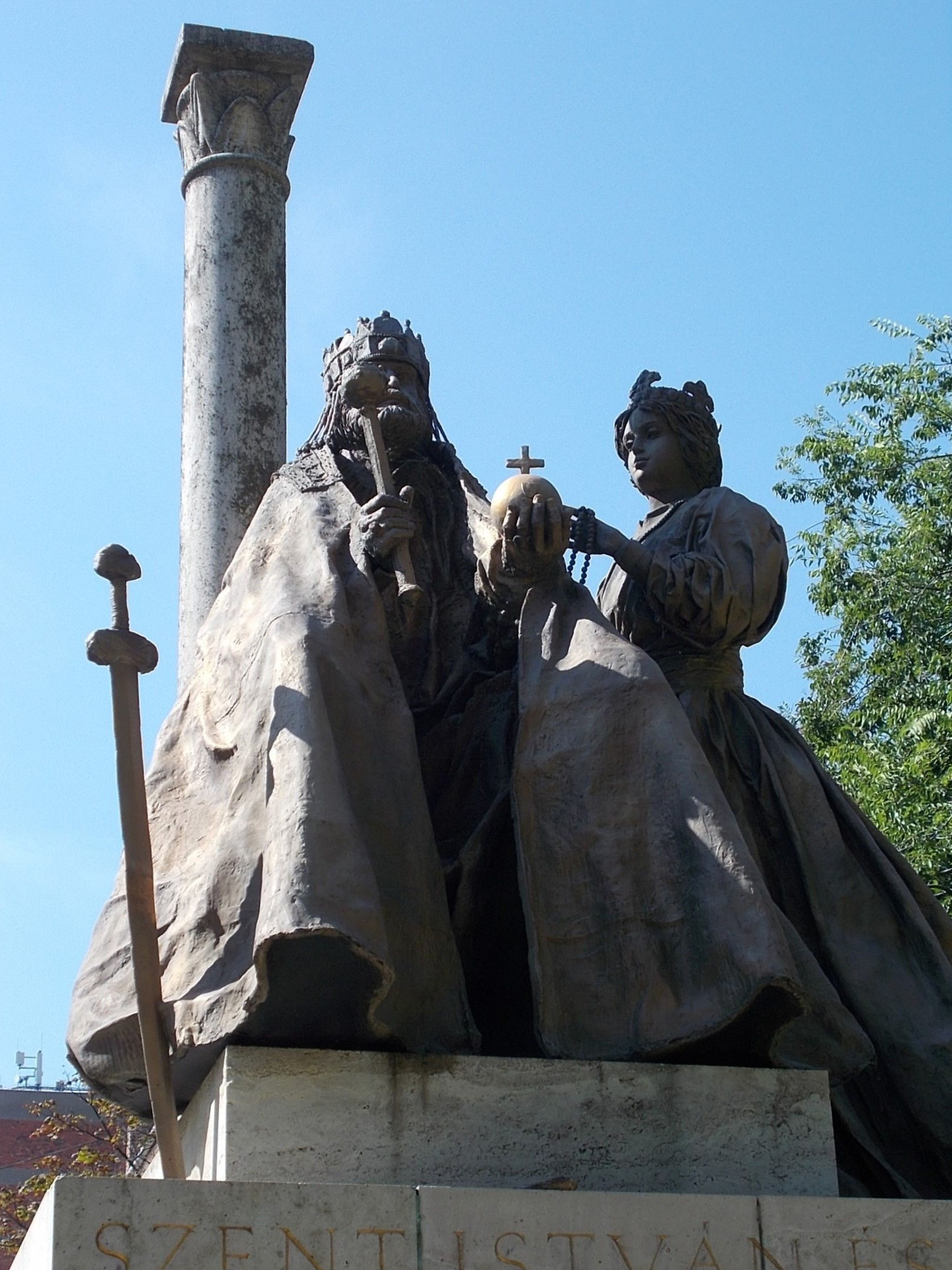
Szent István király és Gizella magyar királyné bronzszobra a honfoglalás ezeregyszáz éves évfordulójának tiszteletére Szegeden, Széchenyi tér. Kligl Sándor képzőművész alkotása (1996).

A honfoglalók nemcsak katonai szempontból tartották fontosnak a térséget, hanem a korábbi települési struktúrákat és gazdasági tevékenységeket – különösen a sókereskedelmet – is hasznosították. Szeged már a neolit kortól a Maros folyó sószállításának központja volt, ezt a stratégiai szerepét a honfoglalást követően is megőrizte. Az újonnan érkezők nomád életmódot folytattak, sátraik és jurtáik nyomai például Felgyőn kerültek elő. A sírleletek tanúsága szerint a térség déli kapcsolatai is jelentősek voltak, kereskedelmi áruk és a kalandozó hadjáratok során megszerzett tárgyak révén.
A térség népessége sokszínű volt: az itt élő avarok, szlávok, és kisebb számú gepida közösségek beolvadtak a magyar törzsi társadalomba, amely szigorúan hierarchikus rendben szerveződött. A nomád állattenyésztés és a földművelés együtt alakította a helyi gazdaságot. Szeged környéke valószínűleg a fejedelemi törzs peremterületéhez tartozott, míg a Tisza túlsó partján Ajtony törzsének birtokai húzódtak. Ajtony jelentős helyi hatalommal bírt, a Maros menti sókereskedelem fölött is ellenőrzést gyakorolt. Hatalma azonban összeütközéshez vezetett I. István királlyal. Ajtony ellen fordult Csanád nemzetségfő is. Valószínűleg Rév-Kanizsánál (a mai Magyarkanizsa) átkelt a Tiszán, és a Harangod (Aranka) vizénél Nagyősz mellett egy két napig tartó csatában megverte volt fővezérének seregét, Ajtonyt pedig lefejezte.

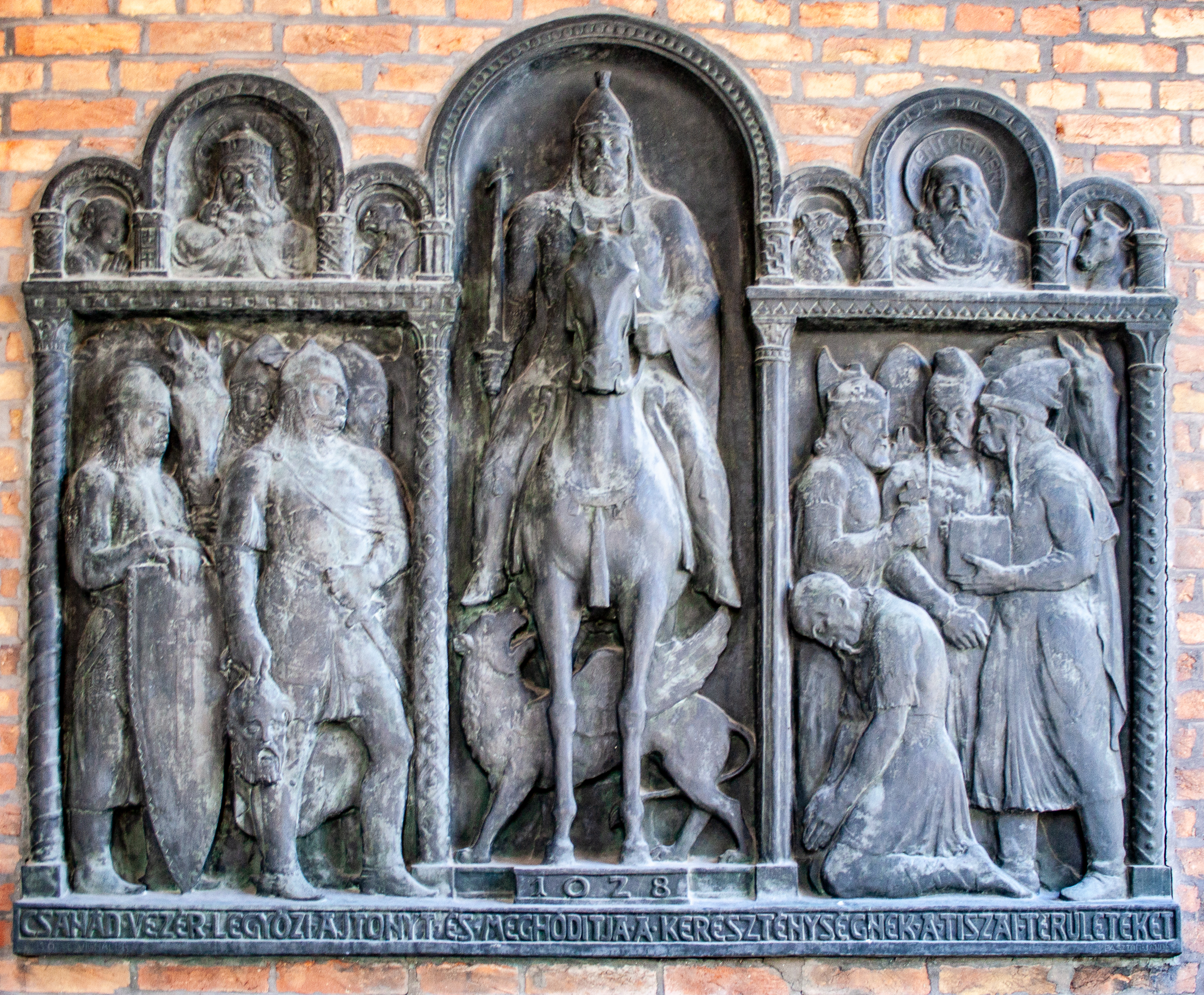
Csanád vezér-dombormű Szegeden a Dóm téren, a nyugati árkádok alatt. Pásztor János szobrászművész alkotása (1930).

Csanád az Ajtony felett aratott győzelem után megkeresztelkedett, birtokokat kapott, és rokona, I. István megbízta a marosmenti egyházmegye megszervezésével, amelynek ispánja lett. Az új közigazgatási egység az ő nevét kapta, így lett Csanád vármegye. A megye hatalmas területet foglalt el, a teljes Tisza-Maros zugot, amin később már 4-5 vármegye osztozott. Csanád vármegye kisebb formájában egészen az 1950-es megyerendezésig fennállt, majd területét feldarabolták és felosztották Békés és Csongrád megyék között. I. István király hatalmának stabilítása 1028 és 1030 között Ajtony vereségével és halálával zárult. A győzelem megszilárdította a királyi hatalmat, és Szeged környéke a Magyar Királyság belső területévé vált.
Az államalapítást követően Szeged előretolt bástyaként és fontos vámhelyszínként szolgált. A város a középkor során egyházi és közigazgatási szempontból is kiemelt szerepet kapott. Kezdetben a Csanádi püspökség fennhatósága alá tartozott, míg a balparti Újszeged a Csanád vármegye része volt. A város nevének eredete is (feltehetően) magyar, amely a „szeg” vagy „szög” szóból származhat, utalva a Tisza folyó kanyarulatára vagy a helyi vízszínváltozásra, de egyesek szerint a „sziget” szóval is összefügghet.
A tatárjárást követően Szeged fokozatosan Csongrád vármegye központi szereplőjévé vált, és stratégiai jelentősége az elkövetkező évszázadokban tovább nőtt. Ez a fejlődés alapozta meg a város későbbi gazdasági és kulturális felemelkedését, amely már a középkorban elkezdődött.
A város elődje már korábban is létezett, és fontos szerepet játszott, mint királyi sóelosztó központ. Bár jogilag még nem tekinthető városnak, a település a kereskedelem, kézművesség és központi funkciói révén kiemelkedett a falusias települések közül. A középkori városok kialakulásában a kereskedelmi, katonai, egyházi és piacos központok játszották a fő szerepet, amelyek mindegyikébe besorolható volt Szeged. Az első írásos említése 1183-ból származik "Ciggedin" néven, amikor III. Béla király három sószállító hajót adományozott, amelyek Szegeden állomásozhattak. Az Aranybulla szerint a sókereskedelemben kiemelt szerepe volt Szegednek, amely a kereskedelem révén emelkedett ki.

## A tatárjárástól a mohácsi vészig

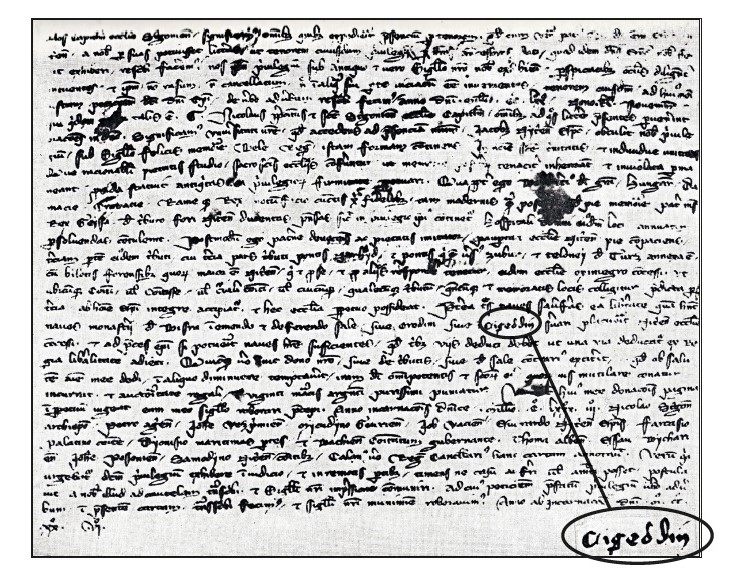
Az 1183. évi oklevél, rajta a Ciggedin elnevezés.

### A preurbánus településtől a kiváltságolt királyi városig
A tatárjárás idején Szeged is súlyos károkat szenvedett, de a túlélők ereje új lendületet adott a fejlődésnek. 
A szegedi vár valószínűleg a tatárjárás után keletkezett, ahogy IV. Béla az országot újjászervezte.
Az 1240-es évek elején a város fejlődésnek indult, hogy végül szabad királyi város rangot érjen el. Bár a középkorban Szegedet királyi szabad városként emlegették, nem csatlakozott a tárnoki városok csoportjához. Szeged azonban mindig is kiemelkedett környezetéből, elsősorban kereskedelmi és sóelosztó központként. A Tisza menti révjének köszönhetően fontos kereskedelmi csomópont volt, ahol Erdélyből és a Balkánról érkező árucikkek találkoztak a nyugatra és északra tartó forgalommal.

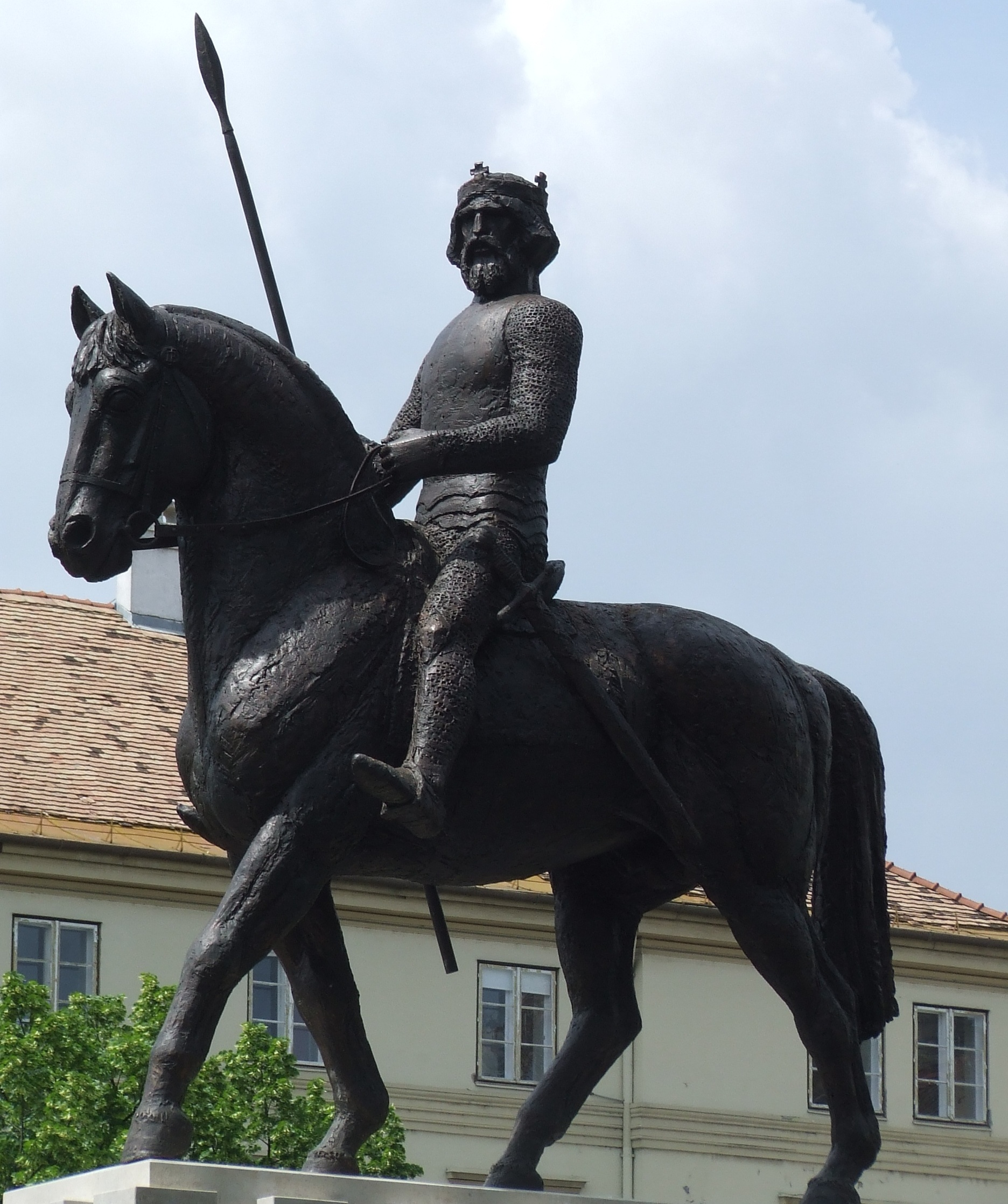
IV. Béla lovasszobra Szegeden, a Széchényi téren. Tóth Béla és Tóth Dávid alkotása (2010).

A tatár támadások után IV. Béla hospeseket telepített le, akik különleges kiváltságokat kaptak. Ezek a kiváltságok, például a bíró- és plébánosválasztás joga, a szabad adásvétel, valamint a vámmentesség, a város fejlődésének alapjait képezték. Bár az eredeti kiváltságlevelek elvesztek, az 1247-es oklevél bizonyítja a hospesek kollektív nemességét és birtokszerzését, ami a város korai kiemelkedését mutatja. IV. Béla király kiváltságokat biztosított Szeged lakóinak, különösen az ide települt hospeseknek, amiről egy 1247-es oklevél tanúskodik.
A király 1247-es adománylevele szerint a csongrádi várhoz tartozott Tápé nevű néptelen földet és a tatárok által legyilkolt Csupor nemzetség birtokát képezte Vártó nevű halastavat a szegedi hospeseknek adományozta.

### Küzdelem a kiváltságokért és új jogok megszerzéséért
Szeged lakói folyamatosan küzdöttek megszerzett jogaik védelméért és bővítéséért. A vámszabadságok megszerzése és fenntartása különösen fontos volt. A város polgárainak számos királyi kiváltságot kellett megszerezniük, és gyakran pereskedtek a magánvámok tulajdonosaival. Például 1389-ben Zsigmond király megvédte a szegedieket a szeri nemesek adószedési kísérleteitől. 1408-ban a szegedi borok szállítására vonatkozó vámmentességet értek el. A 15. században Mátyás király és mások többször megerősítették vámkedvezményeiket.
A szegediek jelentős szerepet játszottak a Szerémség borainak kereskedelmében, amelyeket a Tiszán és a Dunán szállítottak. Az utazás során azonban gyakran ütköztek akadályokba, amelyeket vámmentességi jogokkal kellett megoldaniuk. Például 1475-ben a zentai vámnál pereskedtek, de végül megállapodtak a budai préposttal és káptalannal.
A város gazdasági fejlődésének másik fontos eleme az önálló vásárok tartása volt. Szegeden a 15. század második felében három helyszínen is hetipiacokat rendeztek: a Palánkban, Felsővároson és Alsóvároson. A hetipiacok szervezése és a piacok hasznának megszerzése azonban nem mindig volt teljesen szabad.
1432-ben ezt írták róla: 
„Szeged városának csak egy utcája van, mely — nekem úgy tetszik — egy mértföldnyi hosszú. Nagy bősége van itt az élelmiszereknek, különösen a halnak, melyeknél nagyobbakat semmi más folyóból nem láttam fogni. A daru, a túzok, nagy piacot is láttam, az állatokat itt vadásszák, pénzért árulják és jól elkészítve élvezik. Az ágynemű itt igen kevés és tisztátalan, bőrzsákokban levő szalmán alszanak s az ágynemüek emberhosszaságuak, melyek úgy vannak széllel fölfujva. E városban az eladó lovaknak nagy bősége van, érdekes látvány, miként szelídítik és idomítják őket, mert mindnyájuk vad. Beszélik, hogy itt három-négyezret is lehet vásárolni, még pedig olcsón, mert tíz magyar forintért egy szép hátaslovat lehet venni. A városban egy igen szép templom is van, mely a Cordelierseké (karmeliták), hol az isteni tiszteleten jelen voltam, melyet egy kissé magyaros modorban végeztek."  

### A középkori Szeged városképe és városszerkezete
A Szeged városképe a középkor flyamán jelentős mértékben a természeti adottságokhoz, valamint a társadalmi és gazdasági fejlődéshez igazodott. A város a Tisza és a környező mocsaras vidékek közé ékelődött, ami meghatározta szerkezetét és fejlődését. A település történeti magja már a 11–12. században kialakult, és a 13. század végére vált a középkori Magyarország egyik fontos kereskedelmi központjává.
Reizner János feltételezése szerint Szeged három nagyobb és több kisebb kiemelkedő területre települt. A Reizner szerint a középkori város három fő része:
1. Palánk (suburbium): A város legfontosabb központja volt, ahol a vár és annak környéke helyezkedett el. A vár déli suburbiuma iparosokat és kereskedőket fogadott be, míg északra a Tisza mentén sópajták sorakoztak.
2. Felszeged (Felsőváros): Északra helyezkedett el, a mai József Attila sugárút környékén. Kiemelt szerepet játszott a sókereskedelemben.
3. Alszeged (Alsóváros): A Mátyás-templom körül alakult ki, és fontos egyházi központként működött, különösen a ferences obszervánsok révén.

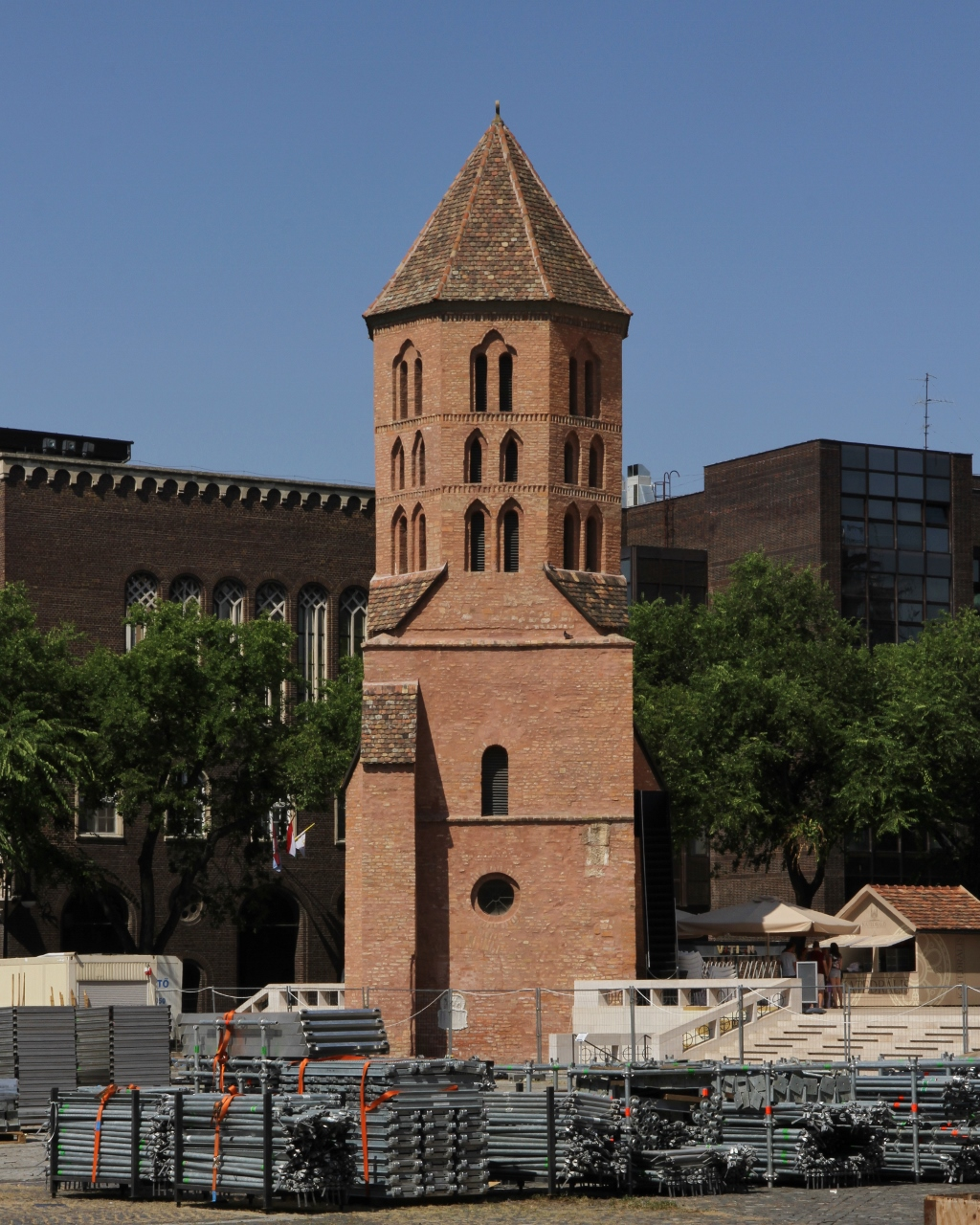
A Szent-Demeter-plébániatemplom maradványa a Dömötör-torony, a város legrégebbi épülete.

A korai Szeged települése a vár körül alakult ki, amely a Tisza és a Zrínyi utca vonalában, valamint a Tisza Lajos körút déli részén feküdt. A vár a rév forgalmát és a sótároló központot irányította, míg a déli suburbium a vár személyzetét, iparosokat és kereskedőket foglalkoztatott. A Tisza mellett álltak a sópajták, melyekhez a Sóhordó utca vezetett. A város növekedésével a környező tavakból és mocsarakból kiemelkedő hátságokra, szigetekre települt, létrehozva a Vorstadtokat (elővárosokat), így alakultak ki a Felsőváros, Alsóváros és Középváros. Györffy György szerint Szeged területét 1334-1335 között csak városként említik, nem városrészként.

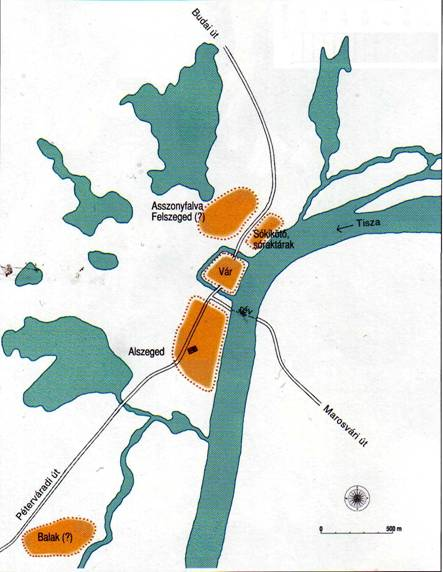
Szeged térképe a 14. században.

Felszeged terjeszkedésének fontos bizonyítéka egy királyi oklevél, amelyben "Azzonfolua alio nomine Felzeged" kifejezés szerepel. Ez arra utal, hogy Felszeged magába olvasztotta Asszonyfalvát, és annak neve eltűnt. Az Alsóváros kialakulásának dokumentuma egy 1359-es oklevél, amelyben Balaki Benedek özvegyétől, Ilona asszonytól Szeged alsó részének polgárai földet vásároltak. E városrészben épült a Szent Péter ispotály, valamint a ferencesek kolostora és temploma. A Palánkról, vagy un. Középvárosról kevesebb adatunk van.
A várost egy széles utca, a Szent György tértől a Mátyás térig húzódott, amelyet Bertrandon de la Brocquière 1433-ban egy mérföld hosszú utcaként írt le. A francia lovag által említett utca a mai Oskola utca és Szentháromság utca nyomvonalán haladt. A Nagy utca déli végén állt Sárszegi István és Szilágyi László háza. A Latorján, ahol marhavásárt tartottak és Kapisztrán János beszédét hallgatták, a várfal mentén húzódott. A suburbium központjában a Nagy utcától keletre a Szent Demeter-plébániatemplom emelkedett, mellette pedig a 1501-ben épített Boldogasszony-kápolna állt. A templom mellett temető is volt, és itt laktak a város patríciusai.
A Középváros vagy Külső-Palánk a Pétervárad felé vezető úttól nyugatra feküdt, és itt vezetett az út Szabadka és Dorozsma felé, utóbbit Árokhátnak nevezték. A területen többek között a Félszer, Kis és II. sz. Varga utcák helyezkedtek el.
A Felsőváros északra terült el a vártól, és a település magja a Szent György-plébániatemplom körül volt, amely 1332-1337 között szerepel először a pápai tizedjegyzékekben. A város nyugati részén a Sóhordó utca, a Csongrád felé vezető út, valamint a Buda felé vivő nagy út haladt, amelyek Felsővároson keresztülfolytak. E térségben állt a Domonkos rend Szent Miklósról elnevezett monostora és rendháza, valamint az 1458-ban említett Szent Erzsébet ispotály.
Az 1522-es tizedjegyzék 32 utcát említ, de ezek pontos helyét nehezen lehet rekonstruálni. A Felsőváros középkori alaprajza különösen összetett, és a helyek, mint a Műves, Varga I. és Angyal utcák, nehezen lokalizálhatók.
A Szentháromság utca és a Mátyás tér jelentős szerepet játszottak, míg a 15. század második felében a Szent Péter utca eltűnt, és a Kőégető utca mentén haladt az országút. Az Alsóvároson található Kun utca a kunok letelepedésére utal. A város szerkezetét Bertrandon de la Brocquière lovag „nyílt városként” jellemezte, mivel nem voltak falai, hanem palánkkal és árkokkal vették körül. A török veszély hatására kezdtek el városfalat építeni, de az építkezés nem fejeződött be. Szeged városának fejlődése a középkori német és osztrák városokéhoz hasonló volt, és széttagolt alaprajza Veszprémhez, Egerhez és Nagyváradhoz hasonlított.
A várost és környékét településgyűrűk vették körül, az elsődleges piackörzet 15 km-es távolságban terült el, amelyet egy piacozó kocsi egy nap alatt kényelmesen bejárhatott. Szeged környékén található települések, mint például Szabadka, Szer, Hódvásárhely és Makó, többnyire 30 km-re voltak. A középkorban a város köré települt települések, mint Balak, Bánfalva és Asszonyfalva, a város részei lettek, ahogyan más középkori városokban is előfordult. Távolabb fekvő települések, mint Szentmihály, Dorozsma és Algyő, szintén kapcsolódtak Szegedhez, míg a Tisza túloldalán Szőreg és Szentiván határvitát okozott a város számára.

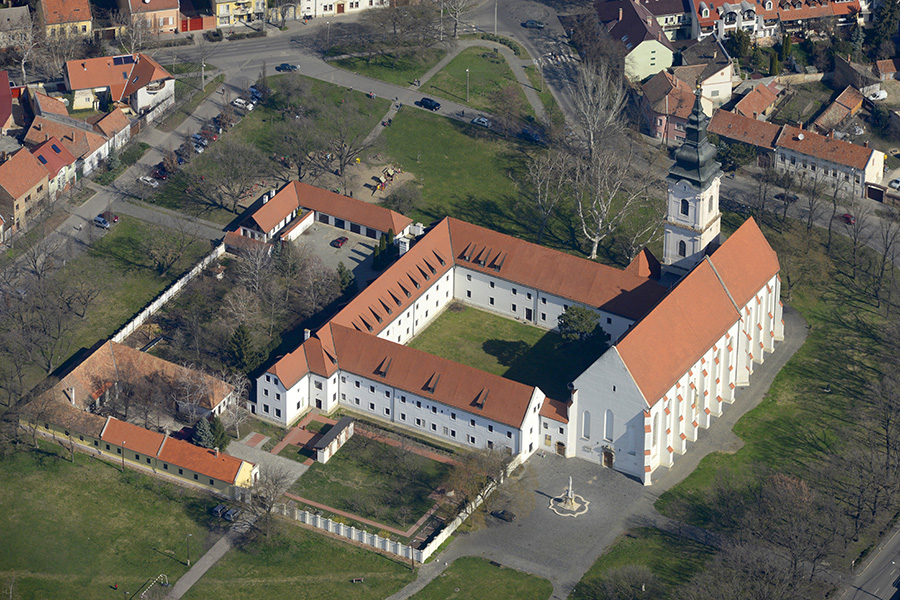
Szeged, Mátyás király tér felülnézetből és a Szegedi ferences templom és kolostor. A templom Fráter Johannes tervei alapján készült 1494-1503 között.

Szeged városképét jelentősen befolyásolták a templomok és a vár, melyek fontos szerepet játszottak a középkori városfejlődésben. A vár, amely a 13. század végén épült, a Tisza melletti magasparton helyezkedett el. A vár belső területén kialakult egy utcahálózat is, és a palota, valamint az erődszerkezetek a középkori építkezési technikákra építkeztek. A várat különböző uralkodók, mint I. Károly és Zsigmond király alakították, végül a törökök foglalták el.
Szegeden több templom is fontos szerepet játszott. A Szent Demeter-templom 13. századi alapokra épült, és több építkezési szakaszon ment keresztül, beleértve a 14. századi gótikus átalakítást. A templom a török hódoltságig fennmaradt, miközben a város többi temploma, mint a Felszeged plébániatemploma is jelentős szerepet kapott a vallásos és közösségi életben. Az Alsóvároson található Szent Péter-templom is kapcsolódott egy ispotályhoz.
A Mátyás-templom építése az 1450-es években kezdődött, és 1503-ra fejeződött be. Ez a gótikus stílusú, egyhajós templom az Alföld legnagyobb középkori egyházi épülete, és a török hódoltság idején a legnagyobb keresztény templomként említették. A templom hajója 63,5 méter hosszú, és hatalmas ablakokkal, valamint csillagboltozattal rendelkezik. A torony az északi oldalon áll. A templomot támpillérek erősítik, és a szentély három oldalát álkőbordás csillagboltozat borítja.
A város polgárai vályogból és téglából építkeztek, a Szent Demeter-templom környékén pedig téglaházak is álltak. A középkori gazdag polgárok házai gyakran dél-németországi stílust követtek, mint az Oskola utcai török bazár épülete.

### Vallási élet
Alsóvároson a ferences rendi szerzeteseknek már 1301-ben volt templomuk és kolostoruk, de ez nem volt plébániatemplom, mert Mátyás királynak 1458. évi oklevelében felsorolt négy plébánia-templom között nem említtetik.
Ebből azt következtetjük, hogy Alsóvárosnak, mely még a 13. században is mint külön község szerepel, talán a Szent Erzsébetről vagy Szt. Péterről nevezett templom lehetett a plébánia-temploma.
Amikor 1339-ben a ferences barátok Boszniából nagyobb számmal telepedtek le hazánkban, a szegedi kolostor az újonan keletkezettek fölött bizonyos tekintélyben és elsőségben részesült. 1329-ben, 1371-ben, 1452-ben, 1471-ben a barátok Szegeden tartották nagy káptalanjukat, vagyis tartományi gyűléseiket.
Hogy a bogumil mozgalom Szegeden és a barátok közt is erősebb gyökeret vert, az Bertrandon de la Brocquiére, Zsigmond király korabeli francia utazónak az 1432. évi leírásából is kitetszik, mert a szegedi karmeliták templomában hallgatott miséről azt a jellemzőt említi, hogy „kissé magyaros modorban“ tartatott, de kitetszik abból is, hogy a bogumilság kiirtására és a barátoknak fegyelmezésére 1433-ban Magyar- országba küldött Marchiai "Szent" Jakab inkvizítor épp a szegedi kolostorban székelt, s innen intézte a legnagyobb buzgósággal és kegyetlenséggel a kiirtás munkáját. Kapisztrán "Szent" János is, akit ugyancsak a bogumil és a huszita tanok kiirtására 1438-ban küldöttek hazánkba, hasonlóképp az alsóvárosi barátok kolostorában székelt.

### A késő középkori Szeged társadalma
A szegedi társadalom és városi rend kialakítása az 1522-es tizedjegyzék adatai alapján érdekes képet ad a középkori város szociális és gazdasági struktúrájáról. Az adatok ugyan nem adnak részletes információt a lakosok foglalkozásairól, de az adott tények és analógiák alapján több vonatkozásban is megérthetjük a korabeli Szeged társadalmi elrendeződését és gazdasági tevékenységeit.
A város társadalmi és térbeli tagozódása a vagyoni helyzethez kötődött, mint más városokban is. A gazdagabb polgárok a város központjában, például a Szent Demeter-templom környékén éltek, valamint Felsővároson, a Szent György-templom környékén. Azok a polgárok, akik szőlőbirtokkal rendelkeztek a Szerémségben, bekapcsolódtak a távolsági kereskedelembe, különösen a bor és más mezőgazdasági termékek kereskedelmébe, ami a város gazdaságának egyik legnyereségesebb ágazatát jelentette.
A város lakóinak többsége szőlőbirtokos, iparos vagy egyéb kereskedő volt, de a város perifériáján állattartók, zsellérek és szegényebbek is éltek. A gazdagabb rétegek a város peremén laktak, míg a középosztály és az iparosok a belső városrészekben találták meg otthonaikat.
Szilágyi László és Zákány István, két jelentős bírói család képviselője, mindketten hosszú időn keresztül betöltötték a szegedi főbírói tisztet, és gazdag családi kapcsolataik, valamint üzleti összefonódásaik révén fontos szereplők voltak a város politikai és gazdasági életében. Szilágyi családja a budai és pesti kereskedőkkel állt kapcsolatban, ami hozzájárult a város gazdasági fejlődéséhez.
A szegedi gazdag polgárság politikai irányultsága és gazdasági kapcsolatai jól láthatóak voltak, hiszen nemcsak a város gazdaságában játszottak kulcsszerepet, hanem a politikai és társadalmi életben is meghatározó szerepet vállaltak. A város elöljáróinak és bíráinak családi és üzleti kapcsolatai összefonódtak, és segítették a város politikai befolyásának növekedését.
A Szilágyi és Zákány családok élete és politikai tevékenysége rávilágít arra, hogy a városi társadalom szerkezete nemcsak gazdasági, hanem politikai szempontból is szoros összefonódásban volt. A szegedi városvezetők és gazdag polgárok családi kapcsolatai és kereskedelmi tevékenységei alapvetően formálták a város társadalmi rendjét és politikai struktúráját.

## Török kor

### Török kézre kerülése
A 16. század elején a Délvidéket és Szegedet egyre erősebben fenyegette a török előretörés. Bár a korszakot a „vihar előtti csend” jellemezte, a végvárak fenntartása nagy terhet jelentett az országnak, a szegedi állami adókat is főként védelmi költségekre fordították. A Dózsa-féle parasztháború során Szeged a nemességet támogatta, és a város nem rokonszenvezett a felkelőkkel. Szapolyai János innen indult Dózsa György leverésére, és a győzelem jeleként ide küldte a lázadó vezér fejét.

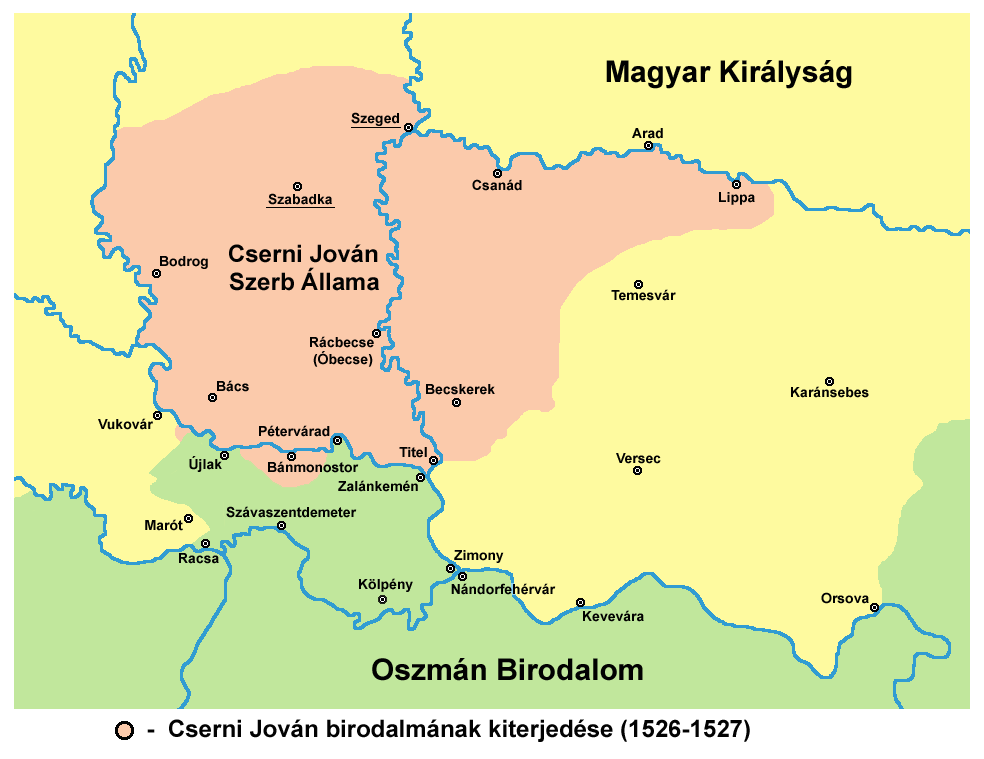
Cserni Jován birodalmának kiderjedése (1526-27).

A mohácsi csatát (1526) követően a török sereg fosztogatott a vidéken, bár a szegediek időben elmenekültek, értékeikkel a Tiszán túlra vonulva. A várost felgyújtották, de a lakosság és az infrastruktúra nem szenvedett maradandó károkat. Ugyanakkor a környékbeli falvak jelentős veszteségeket szenvedtek. Az elkövetkező időszakban Cserni Jován szerb hadvezér és csapatai sarcolták a vidéket. Az elmaradt zsold miatt fosztogatásból élő sereg jelentős pusztítást végzett. Jován veresége és halála után emberei részben a törökök, részben Szapolyai János szolgálatába álltak.
Szeged török megszállása fokozatosan valósult meg. Már 1542-ben török katonák tartózkodtak a városban, és 1543-ban hivatalosan is a Hódoltság része lett. A török helyőrség létszáma változó volt, főként balkáni eredetű, részben keresztény katonákból állt. A város lakói ekkor már kiszolgáltatott helyzetben voltak, hiszen a déli területeket a törökök szandzsákként kezelték, és Szeged stratégiai jelentősége nőtt.
1551-52-ben Tóth Mihály hajdúi megpróbálták visszafoglalni a várost, de a késlekedő német segítség miatt csak a várost tudták bevenni, a várat nem. A török felmentő sereg visszafoglalta Szegedet, és ez egyértelművé tette, hogy a város végleg a Oszmán Birodalom részévé vált. 
Az 1552-es tragédiát Tinódi L. Sebestyén „Szegedi veszedelem" címen énekelte meg.
A török uralom idején a lakosság jelentős része kicserélődött; a magyar lakosságot balkáni népek váltották fel, megváltoztatva a régió etnikai arányait. Ezáltal az addig magyar többségű területeken a nyelvi és kulturális viszonyok jelentősen átalakultak.

### A török kori Szeged városképe
A török kori Szeged városképe jelentős átalakuláson ment keresztül a katonai és vallási változások nyomán. A város központját továbbra is a vár és a Palánk alkotta. A vár eredeti falait megerősítették: 2,8 méter széles kőfalait belülről földhányással vastagították, amely 6,6 méteres átmérőjű és 4,7 méter magas lett, hogy ellenálljon az ágyúzásnak. A várat egy 18-19 méter széles, 3-3,5 méter mély árok övezte, amelyet a Tisza táplált. A várból a Palánkba, az egykori suburbiumba egy felvonóhídon lehetett kijutni. A várban katonai célokra használt épületek álltak, a Palánkot pedig földsánc és kihegyezett cölöpökből álló paliszád védte, amelyet kívül árkok öveztek. Az így létrejött védelmi rendszer a Palánkot a külső vár szerepébe helyezte.

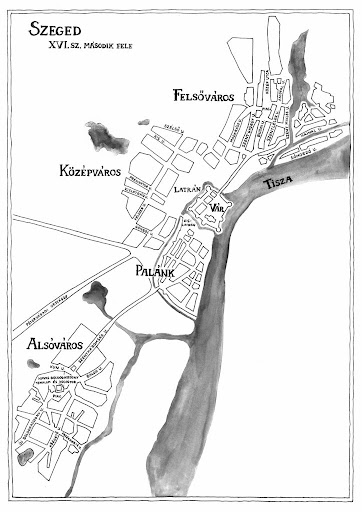
Szeged térképe a 16. század második felében.

1552-ben a hajdútámadást követően a magyar lakosokat katonai okokból kiköltöztették a Palánkból, helyükre török katonák, családjaik, valamint kereskedők és kézművesek költöztek. A Palánkban, amelyet a törökök Párkánynak neveztek, rendezetlenség uralkodott: számos romos ház és lakatlan utca tarkította a városrészt. Bár a későbbiekben délszláv és magyar keresztény lakosok is megjelentek, a városrész mohamedán jellegét végig megőrizte. A templomokat dzsámivá alakították át, minareteket és egy fürdőt építettek, a piac továbbra is a Tisza révje közelében működött, ahol jelentős forgalom zajlott, amit a vámnaplók is tanúsítanak.
A külvárosok, amelyek félkörívben vették körül a török lakta városrészt, a magyar lakosság visszaszorulásával fokozatosan elnéptelenedtek. Alsóváros, melynek központja a ferencesek temploma volt, viszonylag épen maradt, míg Középváros és Felsőváros jelentősen sorvadt. A 16. század végére Középváros szinte teljesen eltűnt, egyetlen megmaradt utcáját, a Szombathelyt, már szőlőskertek vették körül. Felsőváros 11 utcájából 1620-ra csak három maradt (Halász, Szentmiklós, Szent György). Az Alsóváros lakossága megmaradt, a Szentháromság utca és a mészárosok negyede lakott volt. A ferences templom és a kolostor a vallási élet központjaként tovább működött.
Evlija Cselebi 1665-ös leírása alapján a Palánkban körülbelül 3000 ház, 11 dzsámi, egy fürdő, egy fogadó, két elemi iskola és több romos épület állt. A városrész védelmi rendszere tömésfalakból és árkokból állt, a várat 300 katona védte. Szeged ekkorra egy balkáni jellegű, romos várossá vált, amely már csak nyomokban idézte a korábbi virágzó középkori települést.

### A török kori Szeged népessége
A korábbi feltételezésekkel ellentétben, amelyek szerint a magyar-török hatalomváltás a lakosság gyors csökkenéséhez vezetett, Szeged és más alföldi városok, például Kecskemét esete más képet mutat. Míg a királyi szabad városok, mint Buda, Pest és Székesfehérvár lakosságának nagy része elhagyta otthonát, Szeged lakói egy ideig továbbra is városukban maradtak. Csak azután távoztak – elsősorban a tehetősebbek –, amikor nyilvánvalóvá vált, hogy az új hatalommal nem tudnak együttműködni.
Az 1546-os török összeírás alapján Szeged keresztény lakossága 6500–7000 főre tehető, ami körülbelül 1000 fővel kevesebb, mint az 1522-es tizedjegyzék alapján becsült szám. Ha ehhez hozzávesszük az 1000–1500 főre becsült mohamedán és délszláv török katonát és civilt, a város összlakossága 7500–8000 körül lehetett. Az első jelentős népességcsökkenés az 1552-es visszafoglalási kísérlet után történt, amikor a keresztényeket kiűzték a Palánkból. Sokan nem a város más részeibe költöztek, hanem teljesen elhagyták Szegedet. Ennek következtében a város lakossága 3000–4000 főre csökkent.
A tizenötéves háború utáni években a lakosság ismét növekedésnek indult, és az 1570-es évekre a „török” és „magyar” Szeged együttes lakossága elérte az 5500–6000 főt, ami nem sokkal maradt el a hódoltság kezdeti időszakában regisztrált lélekszámtól.
A Szegedről elmenekülők kezdetben közeli településekre, például Makóra és Kecskemétre költöztek. Az 1559-es török adóösszeírás Kecskeméten a Szentmária utcában 47, a Nagy utcában egy szegedi származású lakost jegyzett fel, ami kisebb szegedi kolónia jelenlétére utal. Később távolabbi városokba is eljutottak, például Debrecenbe, Kassára, Nagyszombatba, Kolozsvárra, valamint más kereskedelmi központokba, mint Nagyvárad, Nagykőrös, Gyöngyös, és még távolabbra, Győrbe, Magyaróvárra és Pozsonyba.
A szegediek nem szegénylegényként érkeztek új lakóhelyeikre. Anyagi helyzetüket jól példázza a Debrecenbe költözött Pap család vagyonleltára, amelyben szerepelt 150 fejős tehén, 100 ökör, több száz darab ezüst és arany ékszer, valamint bálákba csomagolt különféle árucikkek, amelyek összértéke több ezer forintot tett ki. Ez azt mutatja, hogy a család több üzletággal is foglalkozott.
Sokan közülük az új városok vezető rétegébe emelkedtek, például a Pap család, amely jelentős befolyásra tett szert Debrecenben. Egyesek, mint Pap Benedek, Kassán telepedtek le, ahol más szegedi eredetű személyekkel, például Szőcs Ferenccel együtt befolyásolták a helyi közösség életét. Ők érték el, hogy Szegedi Gergely jeles prédikátort válasszák lelkésznek, aki a 112. zsoltár parafrázisával állított emléket támogatójának.
Szakály Ferenc a szegediek országon belüli diaszpórájáról beszél, kiemelve, hogy a rokoni és kereskedelmi kapcsolatok révén a szegedi származásúak sokáig őrizték közösségi összetartásukat.

## A török kor után

### Szeged visszavétele

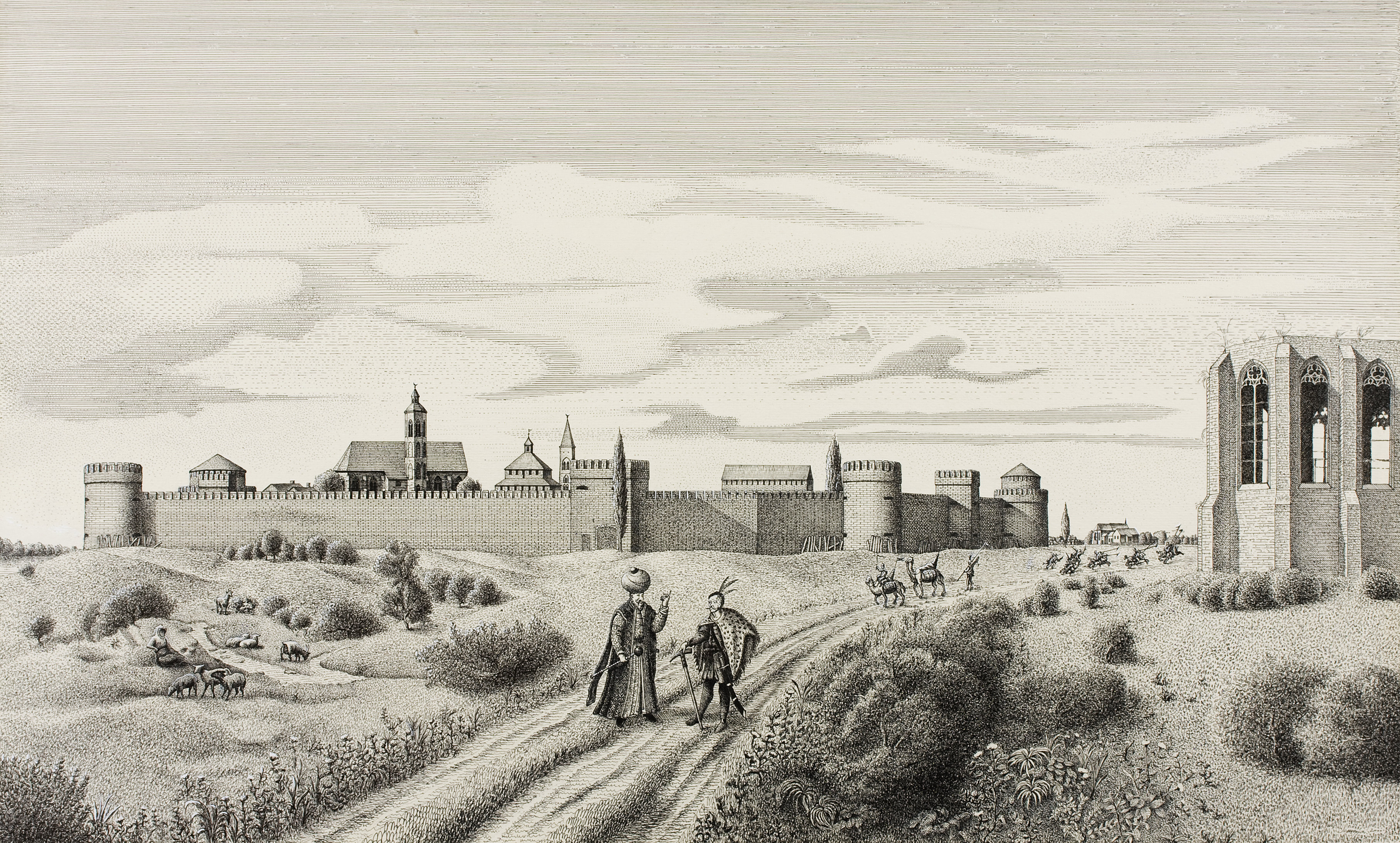
A szegedi vár a 17. században.

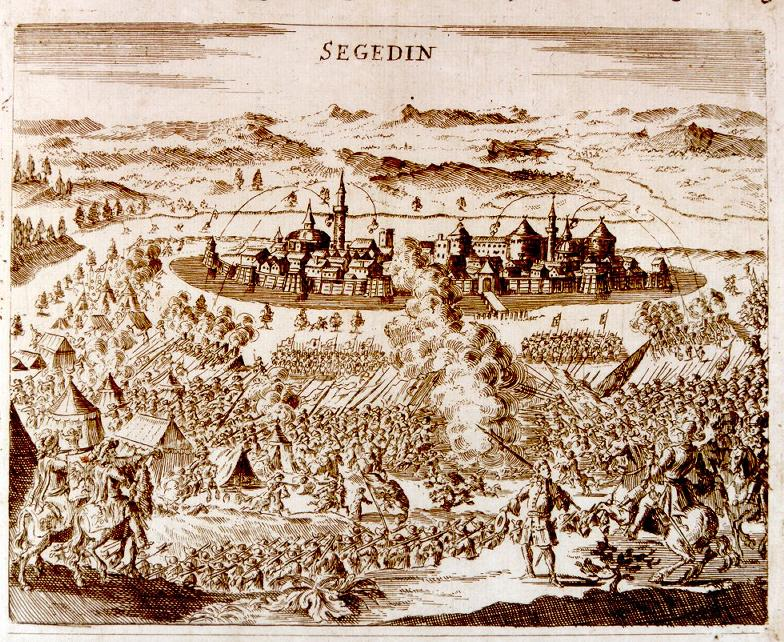
Szeged 1686-os ostromáról készült fametszet Jacob Peeters flamand művész által (Antwerpen, 1686).

A török elleni felszabadító háborúk a 17. század második felében kezdődtek, miután a Habsburg Birodalom és a vele szövetséges európai államok – például Lengyelország és Velence – megalakították a Szent Ligát. A döntő fordulópontot a Bécs 1683-as ostroma jelentette, amikor a Habsburg csapatok Károly lotaringiai herceg vezetésével megállították a török hadakat. Ezt követően a Szent Liga támadásba lendült, és sorra foglalták vissza Magyarország déli részeit.
Szeged felszabadulása a török uralom alól nemzetközi összefogás eredményeként valósult meg a török ellen indított visszafoglaló háborúk során. A város visszavétele 1686-ban kezdődött, amikor a Szent Szövetség csapatai Buda felszabadítása után Szeged alá vonultak. A török védők a fegyvereikkel és ingóságaikkal távozhattak, ezzel véget ért Szeged 144 éves török korszaka.1686 tavaszán Mercy tábornok a törököket Szegednél legyőzte. Október 22-én, De la Verque tábornok hosszú ostroma után a török helyőrség a várat is feladta. Bár a várat nem ostromolták meg teljesen, a török helyőrség végül tárgyalások útján, október 23-án adta át a várost a császári erőknek. Ekkor kétezer lakosa volt.
A török uralom után Szeged romos állapotban volt. A lakosság létszáma jelentősen lecsökkent, sokan elmenekültek a török megszállás idején. Az új császári közigazgatás katonai központként kezelte a várost, és a helyőrség megerősítése mellett földművelő és kereskedelmi közösségeket próbált telepíteni a területre. A városba német, magyar és szerb családok érkeztek, akik újjáépítették az elpusztult épületeket és gazdasági életet.
1686-ban létrejött a Tisza két partját, a Szegedet és Bánátot (Újszeged) összekötő hajóhíd. Bánát (Újszeged) azonban még hosszú ideig igen gyéren lakott maradt.

### A Rákóczi-szabadságharc
A Rákóczi-szabadságharc (1703–1711) alatt Szeged ismét fontos stratégiai helyszínné vált. A Rákóczi-szabadságharc idején, a rácok, a labancok és a sok rongyos kuruc is pusztította a várost. A kuruc csapatok többször is megpróbálták elfoglalni a várost, de nem jártak sikerrel.
1704-ben a kurucok ostrom alá vették Szegedet, ám a várat védő császári csapatok visszaverték a támadást. A szabadságharc évei alatt a város lakossága és gazdasága továbbra is jelentős károkat szenvedett, különösen a kurucok és a rác határőrök portyái miatt.

### A Rákóczi-szabadságharc után
A Rákóczi-szabadságharc leverését követően Szeged lassú fejlődésnek indult. A császári hatóságok több településrendezési intézkedést hoztak a város gazdasági és társadalmi életének újjászervezésére. 1715-ben a város lakosainak többsége már magyar és szerb volt, de a német telepesek is jelentős szerepet játszottak a gazdasági fellendülésben. A Tisza és a Maros mentén fekvő földek újból termékennyé váltak, és a kereskedelmi útvonalak is megerősödtek.
Az újjáépítés egyik fontos eleme a szegedi vár megerősítése és modernizálása volt, amely továbbra is a császári hadsereg déli védelmi vonalának részét képezte. Az adminisztratív irányítás és az adórendszer azonban szigorú császári kontroll alatt maradt, ami időnként elégedetlenséget váltott ki a helyi lakosság körében.
1708-ban pestis, 1712-ben pedig árvíz pusztította a várost.
1715-ben újra megkapta szabad királyi városi rangját. 1719-ben megkapta szabadalomlevelét és a jelenleg is használt címerét III. Károly királytól. Ezt a napot ma Szeged napja-ként ünneplik. 1723-ban a Csanádi Egyházmegye székhelye lett, de ezt a rangot 1738-ban elvesztette.
1719-ben piaristák érkeztek a városba, akik gimnáziumot alapítottak.
Többször pusztították nagy tűzvészek (1722, 1740, 1748, 1790, 1792) és árvízek (1770, 1784) is.

### Szegedi boszorkányperek
1728-ban középkori vadsággal éledt újjá a boszorkányüldözés. Hat férfit és hat nőt máglyán megégettek, a helyszínt azóta Boszorkányszigetnek nevezik. Az 1728-as szegedi nagy boszorkányper a korabeli Magyarország egyik legjelentősebb boszorkányüldözése volt. A városi hatóságok kezdeményezték, miután aszály, éhínség és járvány sújtotta a térséget, amit a lakók boszorkányságnak tulajdonítottak. A per központi alakja Kökényné Nagy Anna, egy átkozódó bábaasszony volt, aki vallatásai során másokat is megvádolt.
Összesen 18 embert ítéltek el, köztük Rózsa Dánielt, Szeged egykori főbíráját és gazdag polgárát. A vádlottakat vízpróbának, mérlegelésnek és kínvallatásnak vetették alá. A per során három vádlott a börtönben halt meg, 12 embert pedig 1728. július 23-án élve elégettek a Boszorkányszigeten. Az események társadalmi feszültségeket és babonás félelmeket tükröztek.
A boszorkányperek Magyarországon később Mária Terézia rendeletei nyomán szorultak vissza.
1728 és 1744 között több boszorkányper is volt.

### Szeged városképe a 18. században

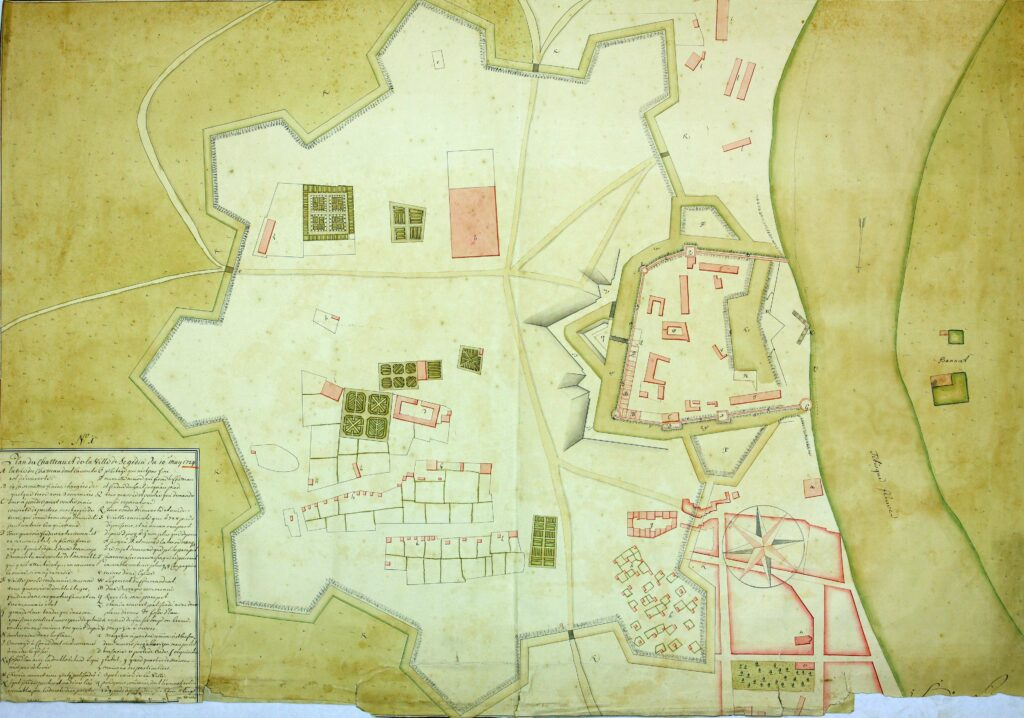
A Szegedi vár és csillagsánc, feltehetően De la Croix Paitis felmérése 1724-ből.

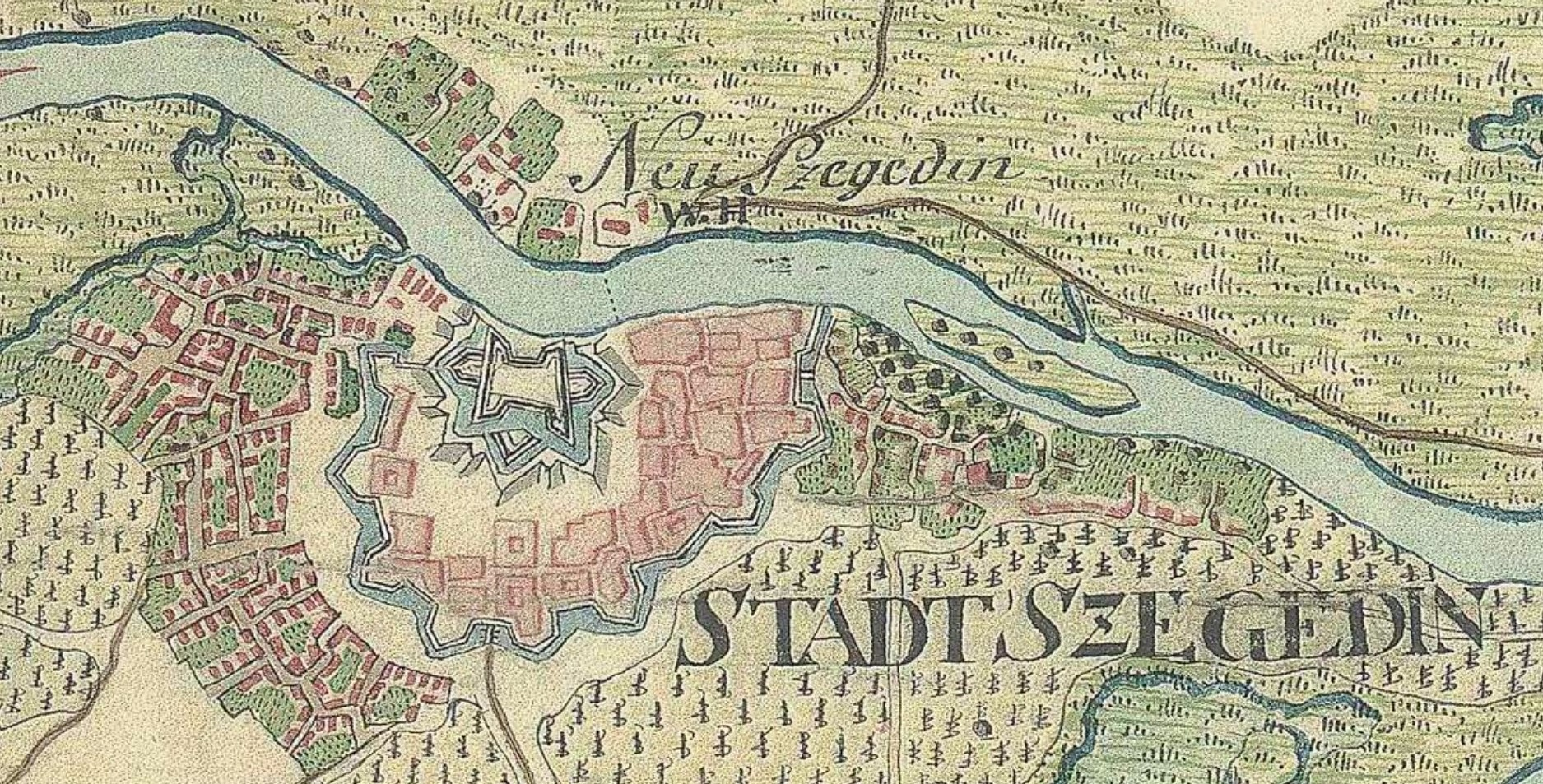
Szeged és Újszeged 1786-ban.

A 18. századi Szeged városa jelentős változásokon ment keresztül, amelyek szorosan összefonódtak a török hódoltság utáni helyreállítással, az osztrák Habsburg-kormányzat katonai stratégiáival és a polgári fejlődéssel. A városba érkező utak a korabeli városkapukon – például a Budai, a Rókus vagy a Vásárhelyi kapukon – keresztül vezettek, amelyek vámházakkal is ki voltak egészítve. A Tisza révén érkezők elsőként egy balkáni jellegű városképpel találkoztak, amelyet részben a török kori épületek, részben a középkori örökség határozott meg. A város szerkezetét alapvetően meghatározták a vár és a környező Palánk katonai jellegű létesítményei, melyek az 1710-es évektől jelentős modernizációs és bővítési munkálatok színterévé váltak.
A szegedi vár, amely a török ostrom után viszonylag épségben maradt, az osztrák hadvezetés számára fontos stratégiai pont volt. Az erődítési munkák tervezését neves hadmérnökök, például Luigi Ferdinando Marsigli, illetve François Cormontaigne irányították. Marsigli 1698-ban készített részletes tervet, amely a vár csillag alakú bővítését javasolta. A későbbi tervek Savoyai Jenő herceg közvetlen felügyelete alatt készültek, aki a város jelentőségét kulcsfontosságúnak tartotta a Tisza és a Maros vidékének védelmében.
A várat övező "Eugenius-árok" néven ismert védelmi rendszert az 1720-as években kezdték építeni. Az új csillag alakú erődítmény ötszögű bástyákkal, vizesárokkal és ravelinekkel rendelkezett, amelyek a mai Tisza Lajos körút vonalában húzódtak. Az építkezések során a vár környékén több fontos katonai létesítmény is épült, mint például a kazamaták, a tiszti kaszárnya, valamint a helyőrségi templom, amelyet a vár délnyugati részén emeltek.
A katonai igazgatás mellett a polgári élet is fokozatosan fejlődött Szegeden.
Az új középületek, mint például a katonai kórház, a raktárak és a vámházak, a város infrastrukturális fejlődését segítették. A Vám tér, amely ma a Belvárosi híd környékén található, fontos kereskedelmi csomópont volt. Az egyre növekvő kereskedelmi forgalmat szolgálta ki a Tisza-parti rakpart fejlesztése is, amely a mai Stefánia sétány helyén alakult ki.
A vallási közösségek életében is fontos változások történtek. A jezsuiták már 1714-ben megkezdték a munkálatokat a ma is álló Alsóvárosi templom környékén, miközben az újonnan érkezett ferencesek is tevékenykedtek a városban. A Palánkban található Szent Demeter-templom, amely a vártemplomként is ismert, a katolikus közösség fontos szellemi központja lett.
A városközpont]] és a külvárosok közötti kapcsolatokat új utak kiépítésével erősítették. A mai Kárász utca és Klauzál tér vonala a 18. század végére már a város fő kereskedelmi tengelyévé vált, ahol boltok, kocsmák és iparos műhelyek sorakoztak. A külvárosok, például Rókus és Felsőváros, részben megőrizték mezővárosi jellegüket, azonban az itt élő polgárság szorosan kapcsolódott a szegedi város fejlődéséhez.
II. József uralkodása alatt, 1784-ben a vár katonai jelentősége megszűnt, és az épületet börtönné alakították át. Az új funkció megpecsételte a vár sorsát, mivel az erődítmény a város polgári fejlődésének akadályává vált. Az 1780-as évek végén több városrendezési terv is készült, amelyek a vár lebontását és a helyén új, polgári célokat szolgáló építmények kialakítását szorgalmazták.

### Korabeli jellemzés
| Vályi András leírása a településről a 18. század végén: | Vályi András leírása a településről a 18. század végén: |
| --- | ------------------------------------------------------- |
| „SZEGED: Szegedinum, Nagy, és népes szabad Királyi Város Csongrád Vármegyében, ’s e’ Vármegyének fő Városa; fekszik a’ Tisza partyán, Maros vizének bal ágával való öszve folyásánál, Mária Theréziopolishoz 4, Temesvárhoz 14, Pesthez pedig 24 mértföldnyire, lapos térségen, melly szegeletet formáló fekvése miatt, hajdani építői által Szegednek neveztetett. Eredete: E’ Királyi népes, és meszsze elterjedett Városnak bizonytalan, de kiváltképen való gyarapodása II. ANDRÁS Királynak idejekor kezdett öregbűlni, a’ mint a’ régi Királyi Levelek, és Íratok is bizonyíttyák. Véllhető, hogy Magyarok építették, mivel nevezete is magyar; mellyhez képest más Nemzetek is eredeti nevétől származtattyák neveztetését. Históriája: Mihelyt a’ régi Magyar Királyok e’ Várost, Királyi Adománnyaik, ’s Leveleik által gyarapitani kezdették; azonnal más Városok felett kezdett népesedni, a’ mint Istvánfinak munkájából is, Lib. V. fol. 68. l. 3. láthatni, a’ ki belőle így ír: Szegedinum, inquit, Oppidum frequens, & populosum, nullis cinctum mśnibus, fossa tamen, & vallo munitum, prćter Civium magnum numerum, ad tria millia piscatorum habet. Mezővárosnak nevezi ugyan, az említett Könyvszerző, mindazáltal a’ Királyi városok közzűl ki nem rekesztette, ezeket mondván felőle Lib. II. fol. 26. l. 15. Oppidum amplum, & celebre, liberumque; melly hajdani nagyságát, ’s népességét bizonyíttyák még, a’ régi íratokon kivűl, némelly Szentegyházaknak, és világi épűleteknek hajdani méltóságot mutató maradék épűletei is. Különösen kívánták vala a’ régi Magyar Királyok Szeged Városának öregbűlését, a’ mint azt külömbféle Kir. Adományok is bizonyíttyák. A’ többek között látván IV. BÉLA az egész vidéknek elpusztíttatását, a’ Tatároknak nyomdokai után, Tápe nevű faluval ajándékozá-meg a’ Szeged Városába viszszakőltözötteket, noha e’ helység az időben a’ Csongrádi Erősséghez tartozott vala; hozzá kaptsolván Vártót, melly a’ Vármegyének leírásában Hólttisza nevezet alatt fordúla elő. 1200-ban már Királyi várossá lett, ’s az 1247-dik esztendőben adott királyi jótéteményét BÉLA Királynak megerőssítette először I. KÁROLY; az után pedig KORVINUS MÁTYÁS Királyok, kettős függő petsétekkel 1445-dik esztendőben. Tekéntetben vétettetvén pedig a’ Fels. Királyok eránt megmutatott hív szolgálattyok 1452-dik esztendőben, viszont öregbíttetett bírtoka Szeged Városának. 1469-dikben pedig Októberben, ugyan MÁTYÁS Király által kettős függő petsétekkel meg is erőssíttetett. Nevezetes jótéteménye vala Mátyás Királynak Szeged Városában az, midőn Szegeden Ország-Gyűlést tartván, minthogy a’ nagy Óltárt ékesség nélkűl szemlélte; ezen megindúlván, tulajdon királyi palástyát ajándékozá a’ Sz. Demeter’ emlékezetére szenteltt Szentegyháznak, mellyen lévő drága gyöngyök 16 ezer forintra betsűltettek, ’s maradékjai a’ Sz. Ferentz’ Szerzetén lévő Atyáknál tartattatnak. Megerőssíttette továbbá ZSIGMOND Királynak 1454-dikben adott királyi jótéteményét is. Hogy pedig mind ezek állandók maradnának, ULÁSZLÓ Király is megerőssíté Szeged Városát, mind azokban a’ szabadságokban, mellyeket BÉLA, ANDRÁS, és más Királyoktól nyertek vala, azonképen, mint Székes Fejérvárát, és Buda Városát, 1498-dik esztendőben, uralkodásának pedig nyóltzadik esztendejében. Azután viszont megerőssíté régi szabadságaikat II. LAJOS Király 1523-dik esztendőben, mellyet, mint szinte az előbbi Magyar Királyokét is, úgymint: BÉLA, ZSIGMOND, MÁTYÁS, és ULÁSZLÓ Királyoknak adománnyaikat ismét megerőssíté II. MAKSZIMILIÁN Tsászár; ezét pedig II-dik FERDINÁND 1631-dik esztendőben, Novembernek 25-dik napján. Minden eddig nyertt külömbféle szabadságaikat pedig nem tsak megerőssítette vala VI-dik KÁROLY, hanem azokat nevezetesen meg is öregbítette Lukszemburgban kőltt 1719. Májusnak 21-dik napján adott Királyi Levelével. Melly jeles Királyi Adományokat méltó tiszteletben, emlékezetben, és háláadatosságban tartanak, bírnak, és őriznek a’ Szegediek. Minekutánna a’ Királyoknak Szeged Városa eránt való jótéteményeiket előadtuk; lássuk immár annak történeteit, és a’ hadak miatt kiállott nevezetes viszontagságait is. Legelső sanyargattatása esett a’ Tatárok által, melly károkat BÉLA Király hogy a’ Szegedieknek megjutalmaztassa, Tápe helységgel, és a’ Vártóval ajándékozá-meg, a’ mint fellyebb is emlékezet vala felőle. Annakutánna pedig a’ vidékjén elosztott, ’s tartózkodott Tseh Országi fekete Seregnek ragadozásai, ölő, égető, ’s kegyetlenkedő kártékonyságai által sanyargattatott, melly terhesen alkalmatlankodó nadályoktól követeket kűldvén sanyargattatások miatt ULÁSZLÓhoz, felszabadíttattak, a’ mint Istvánfi, Libr. II. f. 16. 17. alias f. 26. l. 15. leírta. – Ugyan is lekűldettetvén Kinizsi, a’ Tseheknek vólt szabadságjok szorosabb határok közzé szoríttatott. – Minthogy pedig még sem szűntek-meg a’ Szegedieket boszontgatni, ’s károsítani: megütközvén vélek Kinizsi, rész szerént elnyomattattak, rész szerént megölettettek, rész szerént pedig hadi zsóld szerént elosztattattak 1491-dik esztendő körűl. Ezután mintegy 23 esztendővel ütött ki, Székely Györgynek vezérlése alatt, a’ Hazabéli Nemesek ellen indított felzendűlés, mellynek idejekor nem tsak sok nemes Urakon illetlenűl kegyetlenkedtek a’ Pártosok; hanem körűl belől mindeneket felforgatván, a’ Hazának egy részét el is ragadák. Szeged Városát is eltökéllették, hogy bírtokokba hajtsák; de hozzá való közelítések után, látván annak jó erősségét, népességét, és a’ Szegedieknek az ő erejek ellen szegezett bátorságokat: nem vólt elegendő szívek azt megtámadni, Istvánfi szerént, Lib. V. f. m. 43. alias p. 68. l. 3. ad An. 1514. Valóban nevezetes vala ez időben a’ Szegedi lakosoknak magok’ vitézi óltalmazások. Székely Györgynek vérengező igyekezete után mintegy 14 esztendővel szomorú halált szenyvedtek Zakány István, Tsötörtök László, Somlyai Pál, és Budai István: mert Budára követségbe menvén, Szeged Várának az Ozmanok’ részére való feladattatása végett: megölettettek; minthogy egy Pribék nevezetű, a’ Budai Mechmet Basának azt mondá: hogy ha a’ megnevezett négy Férfiakat viszsza kűldéndi: a’ Várost vagy igen nehezen, vagy pedig soha sem hajthattya hatalma alá. Ezt hallván a’ Basa, ámbár Budáról már útnak indítá, mindazáltal, tett fogadásának megszegésével, ismét viszsza hivattatá őket, ’s a’ két elsőbbet Budán, a’ más kettejét pedig Pesten öletteté-meg. – Megtudakoztatá ezután ismét Pribéket a’ Basa: mit kellene tenni a’ Szegedieknek könnyebben lehető meghódoltatásokra? mellyre azt felelé: hogy Fársáng idején, midőn ők a’ szokás szerént kedvekre múlatnának, itélete szerént, legalkalmatosabb vólna az ostromoltatásra. Megállapodott Mechmet e’ gonosz embernek tanátsán, ’ számos, és erős Seregeket rendelvén a’ Szegedieknek megtámadásokra, Fársáng’ idején váratlanúl reájok is rohanának. Alig értették-meg szándékját Mechmetnek a’ Szegediek, hogy azonnal Temesbe kűldöttek a’ segedelemért; magok pedig sietőleg fegyverbe őltözködtek, ’s férjfias bátorsággal fogadák az ostromló Ozmanokat. Minthogy pedig reménységjek előtt reájok rohanának az Ozmanok, és sokkal nagyobb erővel, mint a’ mellyet felűl haladhattak vólna: szánakozásra méltóképpen áldozák-fel életeiket a’ Várnak megtarthatásáért. Elérkezett ugyan a’ Losonczi által Temesből kűldött segedelem, de későre. Látván végre ama’ nagy erejű Vitéz Kis Kámpó Szeged Városának végső veszedelmét, bosszúra gerjede szíve, lovával a’ Tiszát által úsztatta, ’s az Ozmanoknak legnevezetesebb Hubiás Agájokat megvivásra szóllította, mind a’ két Seregbélieknek szemek’ láttára. Szerentsésen vívott-meg vele, mert magyarosan által verte; tusdálkozásra, és tiszteletre tanítván általa a’ nézőket. – Azután Kis Kámpó viszsza ment Feleihez; az Ozmanok pedig, sajnálkozván nevezetes Vezérjeknek halálán, nagy pompával eltemették hóltt testét. – Az Ozmanoknak jármokba esett tehát ekkor Szeged Városa, ’s általok meg is erőssíttetett vólt, bástyáin kivűl. Sőt a’ Vár is Szoliman Tsászárnak kőltségével építtetett. Történt azonban, hogy egy Toth Mihály nevezetű érdemes ember, az előtt Szeged Városában Bíró, ’s a’ nép előtt kedves, és vagyonos ember; reá unván a’ Törököknek telhetetlen fösvénységek, ’s kegyetlenkedések miatt a’ Szegedi lakására: őnként Debretzen Városába kőltöze-által. Módot gondolván azonban, ’s jó reménységgel tápláltatván ez az említett jó Hazafi, Szeged Városának viszsza foglalhatására nézve. Béjelenté igyekezetét az ottan telelő Fő Tisztnek Kasztaldnak, hogy a’ Városnak viszszafoglalására ő magát ajánlaná, ha segítséggel eszközöltetnék igyekezete. Megörűlt a’ Fő Tiszt hasznos tzéllyán, ’s készségjén, és Lippára kűldötte Aldanához, az akkori Vár-Igazgatójához, elrendelvén levele által, miként kellene az ajánlott igyekezetet tellyesíteni. Maga mellé vévén tehát Aldana: Tótot, Orodit, Bakits Pétert, Dersfi Istvánt, Dóczi Miklóst, Horvát Ferentzet, Pertsit, és Opperstorfot, tanátsot tartottak a’ Várnak, és Városnak elfoglalhatásáért. Előre kűldettetett Tót Mihály öt ezer Hajdúkkal, másoknak pedig követése parantsoltatott. Ez lassanként az esméretlen, és járatlan útakon, vagy inkább a’ nádasok között vezetvén előre katonáit, tudtokra adá a’ véle egygyet értett Szegedi Lakosoknak elérkezését, a’ kik őtet készen, és örömmel fogadák, ’s eleibe kűldék a’ halász tsónakokat, és őtet 400 Hajdúval a’ Városba bé is fogadák. Ezek lassanként a’ Várból való kijöhetést megakadályoztatták; azután pedig lármát ütvén, az alvó gazdagabb ellenségeiknek házaikat azonnal elfoglalák, az ellentállókat leöldösék, ’s rész szerént a’ Várba viszsza szorítván, rész szerént a’ vizbe ugrattatván, rész szerént megöldösvén, a’ Várost elfoglalták, azzal egygyütt pedig sok kintseket, posztót, és más külömbféle drága eszközöket; ’s egyszersmind elég számos juhoknak, ökröknek, lovaknak, és teheneknek nagy sokaságát is jó móddal hatalmokba kerítették. Minthogy pedig a’ Városban sok jó Szirmiai, Baranyai, és Somogyi borok valának, telhetetlenek lévén a’ Hajdúk a’ jó boroknak hörpölgetésében, egész napokat, és éjjeleket tsak az iszákosságban tőltöttek. Ezt látván Herderbeg a’ Szegedi Várnak akkori Ozman Igazgatója, alattomban egy Rátzot Budára kűldött vala, a’ ki Ali Eunuchusnak megpanaszolná a’ Magyaroknak akkori dobzódásaikat, és vakmerő bátorságjokat, segítségért esedezvén egyszersmind előtte. Ez a’ Rátzot azonnal jó válaszszal kűldé viszsza, és a’ szomszéd Seregeknek a’ minden késedelem nélkűl való elindúlást keményen parantsolta vala. Két választ adott pedig a’ Rátznak, egygyikét a’ vele vitt galambnak lábára kötötték, melly azt fészkébe szerentsésen viszsza is vitte; másikát pedig a’ Rátznak kezébe adván, ez is hasonlóképen haza érkezék, ’s tudósíttya vala a’ Várbélieket a’ kevés idő múlva lejendő segítségnek elérkezéséről. Midőn tehát a’ Hajdúk minden katonai rendtartás nélkűl kénnyek szerént dorbézolgatának, megjelenének véletlenűl a’ sok felszabadító Ozmanok, és megütkölzvén a’ Hajdúkkal, őket szerentsésen megverték, és a’ Várost is viszsza foglalák. Egygyesűlvén ezután a’ Várbéliekkel, öt ezer Keresztyéneknek orraikat levagdalták, ’s némelly győzedelmi jelekkel, és foglyokkal Konstántinápolyba kűldötték, a’ nyertt hadi győzedelemnek bizonyságáúl. Maga Tóth Mihály nagy ügygyel, bajjal a’ Tisztá által úszván, húsz lovagjaival viszsza szabadúlt vala, mind halva hagyván a’ többieket maga után. Ez idő múlva annakutánna Szeged Városa az Ozmanoknak bírtokokban vala 1541-dik esztendőtől fogva egész 1675-dik esztendőig; ’s minthogy majd az Ozmanoknak kitsapásaik által, majd pedig az ostromló Keresztyének által gyakorta sanyargattatott, nem lehet eléggé lefesteni, melly sok ínségeket, és külömbféle nyomorúságokat szenyvedtek. Nem tuspán az Ozmanok által, hanem a’ Fülekről, Szétsénből, és másunnan oda öszve sereglett Keresztyének által is nagyon fogyasztatott mind a’ Törököknek számok, mind pedig a’ Keresztyénségé. Sőt magok a’ Szegediek közzűl is találkoztak, a’ kik sajnálván kedves Hazájoknak az Ozmanok’ jármok alatt való létét, fortélyosan oda szagúldván, nevezetes győzedelmekkel tértek viszsza. Legnevezetesebb vala ezek között Balog Benedek, a’ ki születésére nézve Szegedi Fi vala, de az Ozmanoknak bírtokokba esvén ez a’ Város, Füleken neveltetett, ’s mind erejére, mind vitézségére nézve, kivált pedig a’ Törökökön véghez vitt külömbféle győzedelmei által nagyon elhíresedett. – Több nevezetes tettei között, midőn tudtára esett, hogy az Ozmanoknak egy követtye a’ Magyar Országi Erősségeknek megszemlélésére kűldettetett, midőn ez maga szinte tébolyogva ide ’s tova járkált vala, a’ Csauzt véletlenűl, lovai kipányvázva lévén kisérőivel, ’s minden véle lévő embereivel agyon verte vala. Elvévén pedig tőle a’ követségi levelet, (minthogy törökűl jól tudott) ’s a’ megölettetteknek ruhái közzűl egybe felöltözködvén, nagy gőgős kevélységgel mene-bé Szeged Várába. Midőn pedig a’ kapunál bémenne, találkozott egy valamelly tséltsáp, a’ ki másoknak azt sugdosá, hogy ez nem a’ Csauz, hanem Balog Benedek vólna: azonnal úgy fejbe üté őtet, hogy mindgyárt földre leesvén, a’ nyelve is mozdúlatlanná lett. Maga pedig a’ leglehetőbb pompával ment bé a’ Várba, holott nemtsak igen szívesen fogadtatott, hanem pénzel, és drága ajándékokkal is megtiszteltetett. Követőűl adtak pedig mellé mintegy három ezer Törököt, ezeket is a’ Szegeden kivűl lévő térségen halálba kerítette, ’s illy halhatatlan győzedelemmel tért viszsza kedves magyar feleihez. – Találkoztak ellenben a’ Szegediek közzűl ollyak is számosan, a’ kik az Ozmanoknak ajánlásokra ismét viszsza tértek, és a’ felső, ’s alsó, külső Városokban laktak vala, a’ kiknek isteni tiszteletekről a’ Szent Ferentz’ Szerzetebéli Atyák gondoskodtak. Beszéllik, hogy idővel e’ Szerzeteseknek Szentegyházát, minthogy a’ Reformátusok is kérték a’ magok számokra, azt a’ választ adá a’ Várnak akkori Ozman Igazgatója: hogy öszve gyűlvén mind a’ két Fél, a’ melly győzedelmeskedik a’ másikon, azoké fogna lenni a’ Templom. Meg is jelenének mind a’ két részről a’ Vetekedők, ’s minekutánna a’ Szentegyháznak elnyeréséért a’ Hitnek dolgairól, és ágazatairól egymás között darab ideig vetekedtek, végre egy Szerzetes Fráter is engedelmet kért vala magának, hogy ő is tehetne némelly kérdéseket; mellyre a’ Várnak Előljárójától engedelmet is nyervén, majd az Apostoloknak, majd az Evangelistáknak számokról teve kérdéseket, mellyekre feleletet is nyert; de ezek után azt kérdezé: Hát Mahomedet mellyik közzé helyheztetik? Illy tréfával reménytelenűl meglobbantván a’ református Papokat, a’ Sz. Ferentz Szerzeteseknek tulajdoníttatott a’ Szentegyház, ’s még ma is megtartyák a’ Szerzetes Atyák e’ történtt dolognak emlékezetét. Midőn pedig 1676-dik esztendőben a’ több Királyi Városok is viszsza szabadíttattak az Ozmanoknak jármok alól, Szeged Városa is vólt tulajdon bírtokos Urának hatalma alá hódoltattatott. Mertzili, és Häusler Vezérek valának először is, a’ kik meghallván, Seraskiernek 8 ezer Törökökkel, és ezer Tatárokkal való közelítését, eltökéllék az említett Seraskiernek hajnal előtt való megtámadását; úgy is történt vala, mert ezer Töröknél többet levágván, három százat elfogtak, a’ többit pedig Seraskierrel egyetemben, a’ kik között vala Tökölyi is, a’ vizen által kergették. Megérkezének azonban Vallis, és Veterani Vezérek, ’s midőn Szeged Várát mintegy 19-dik Októberben ostromlották vólna: hírűl hozattatott, hogy a’ Nagy Vezér 20 ezer Tatár, és Ozmanokkal sietne a’ Szegedi Várbéli Törököknek segedelmekre, és már Szenta körűl 5 mértföldnyire vólna. Kiválogatván annakokáért négy ezer Lovasokat Vallis, Veteráni, és Barkóczi Vezérek, éjjel menének az ellenségnek felkeresésére, ’s észre vévén, hogy már nem meszsze vólnának az ellenségtől, világosodás előtt két órával megállapodtak, ’s tsata rendbe állítván a’ Sereget, lassan közelítének az ellenségnek táborához. Mihelyt a’ Tatárok észre vették elérkezéseket, azonnal nagy lármát ütöttek, ’s lovaikra ugrosván készíték magokat a’ miéinknek viszsza verésekre. De a’ Keresztyének sem késedelmeskedvén, jobb felől a’ Tatárokat, balról pedig a’ Törököket vitézi erővel megtámadták, ’s a’ Törökök közzűl három százat, a’ Tatárok közzűl pedig ezeret levágván, a’ többit futásra kénszerítették. Felszedvén pedig utánnok az elhagyott zsákmányokat, alig mozdúlának-ki helyből, midőn ismét tudtokra esett, hogy más tsapat ellenség is vólna hátok megett, és így kipányvázott lovaikat rendbe szedvén, ismét megállapodának, ’s hadi rendbe állíták a’ népet, és úgy várták az ellenségnek megérkezését; de midőn ezekkel új viadalba elegyedtek, maga Seraskier is elérkezett 2 ezer friss, és rendbe szedett hadi népével. Szemeikbe tűnvén ezeknek a’ miéink, nagy ordítással rohanának feléjek szemköztt, mellyet a’ Magyarok ismét hasonló bátorsággal fogadván, dühösségjeket vitézi erővel kiállották; annakutánna pedig mind szemköztt, mind óldalról az ellenségre rohanván, nagy vérontással viaskodának, ’s végre megbontván a’ rendet is sokaknak leöldösések által, szerentsésen diadalmaskodtak a’ nagy számú ellenségen, ’s elszélesztették. De ismét viszsza tért vala az ellenség, ’s mintegy ötször megújjítván a’ hartzot, mind annyiszor lett viszsza nyomattatások után, utóllyára megtsökkentek reményekben, viszsza hanyatlottak feltett tzéljoktól az Ozmanok, minekutánna a’ tsata helyen két ezernél többet hagytak halva magok után; ezeken kivűl pedig 17 ágyúkat, 2 száz megterheltt tevéket. Végre futás által kénteleníttettek megmenteni életeket. Látván félelmeket a’ miéink, sietőleg öszve szedék a’ nyereségeket, ’s viszsza tértek a’ Várat ostromló Feleikhez, és a’ Várbélieknek szemek’ láttára kifüggeszték a’ nyertt győzedelemnek jeleit, ’s 3 nagy ágyúknak durrogásai által jelt adván, az Istent magasztaló örvendetes dítséretre, békűldének egy foglyot a’ Városba, a’ ki mind a’ Vezérnek, mind pedig a’ Seraskiernek szerentsétlenségeit elő adván, javasolá a’ Várnak feladattatását. – Valamint egy részről örvendezének a’ Magyarok, a’ nyertt győzedelemen; úgy mély szomorúságba, ’s nyilván való jajgatásba merűltek az Ozmanok. Mert kitévén a’ fejér zászlót, alkuvókat is kűldének-ki magok közzűl, kik a’ Városnak feladattatása felől megegygyeznének: azt kérvén feleiknek, hogy feleségjeikkel, ’s a’ mennyi bútorokat, és vagyonyokat magokkal elvihetnének, szabadok lehetnének az elkőltözhetésre; a’ többek pedig a’ Várossal egygyütt a’ miéinknek hatalmokban maradnának. Tellyesíttetett kérések, és Sz. Imre Hertzeg napján kiindúlván, Temesig el is kisértettek. Elfoglalák tehát a’ Tsászáriak a’ Várost, és abban öt száz férjfiakat őrizetűl hagyván, Csanád Városának viszsza foglalására indúlának-el. Viszsza nyerettetvén e’ szerént Szeged Városa, elszéllyedett vólt lakosai iminnen amonnan ismét viszsza térének vólt kedves lakóhelyekre, ’s megújjítván lassanként mind házaikat, mind pedig a’ Várost, semmit inkább nem óhajtottak, mint azt, hogy már valaha tsendes békeségben élhetnének; de alig kezdették megkóstolni a’ békeséget, és már Rákóczinak hada által ismét széjjel bontattak, ’s némellyek lakó helyeiket is elhagyni kénteleníttettek: mivel a’ rablás, és prédálás végett szágúldozó, Rákóczi’ részén lévőknek alkalmatlankodásai által mintegy 2 esztendeig nagyon nyughatatlaníttattak. 1705-dikben pedig három hétig viselték vala azoknak ostromlásokat. Valóban méltó ditséretekre szolgál a’ Szegedieknek, hogy azokban az időkben mindenféle hoszszas nyomorúságokat békével elszenyvedtek, ’s felégettetvén ugyan a’ külső Városok, mind azáltal a’ Várat, és Palánkat híven megtartották a’ Tsászárnak bírtokában, még pedig Katonái eránt is kivált képenvaló gondoskodással. Ez idő tájban uralkodott vala 1709-dik, és 1710-dik esztendőben a’ dög halál az Országban, melly miatt a’ Szegediek is nevezetesen károsíttattak. Míg az isteni gondviselés, és a’ közönséges véllekedés szerént Bóld. Szűz Máriának jótéteményei által végre elháríttattatott. Kitündöklött továbbá Szeged Városának Királlyai eránt való hívségjek kiváltképen, midőn 1695-dik esztendőben Häusler Fő Vezér által Temesvára nagy éhséggel ostromoltatott vala, mellyet a’ Szegediek búzával, borral, és egyéb lehető segedelmekkel előmozdítani elég készek valának; az ottan megölettetett Häusler Vezért pedig a’ külső Városban B. Szűz Mária Szentegyházába nagy tisztesség adással eltemetteték, melly időbéli jeles hűségjeket maga LEOPOLD Tsászár is megesmérte, és lehetőképpen megjutalmazta. Nemkülömben 1716-dikban is példás hívségjeket mutaták az Eugenius Hertzeg’ vezérlése alatt vólt hadi Sereg eránt. Hadi viszontagságain kivűl, másféle ínségeket is szenyvedett vala Szeged Városa, kivált 1777, és nyóltzvannyóltzadik esztendőben, mert örömest megfizették vólna köblét az életnek 20 forintyával is, ha szerezhettek vólna; melly időben az éhség által többen meghalának, mint 4 százan; a’ többiek pedig nagyon elerőteleníttettek, sőt némellyeket a’ pitvarból ragadának-el a’ farkasok; mások pedig a’ szokatlan roszsz eledel miatt, tsak ugyan nyomorúságosan múltak-ki e’ világból. A’ vízáradások miatt is tetemes károkat szenyvedtek, kivált képen ez előtt mintegy 58 esztendővel, midőn az egész külső alsóbb Város vízbe merűlvén, a’ Szentegyházba hajókon, és tsónakokon kénteleníttettek magokat vitettetni. Illy külömbféle sok nyomorúságos változásaitól megszabadúlván e’ Város, most elég népes, és nagy; de hajdani vólt fényéhez nem hasonlíttathatik. Erőssége VI. KÁROLY Tsászár által kiváltképen megöregbíttetett; most pedig az egész Város napról napra ékesíttetik, szépűl, és gazdagodik, mind a’ Lakosoknak vagyonnyaira, mind pedig számokra nézve. E’ Szabad Királyi Város három részre osztattathatik, mellynek legnevezetesebb része a’ Vár, az az, belső Város, vagy Palánka; ez után a’ külső, és alsó Város. Várnak, és belső Városnak neveztetik az erőssége, mely téglákból rakott kőfallal, és sántzal van körűlvétetve, mellyet Szoliman Tsászár mintegy 1535-dik esztendőben építtetett. Most az egygyik részében az őrálló Katonák vagynak, másikban pedig a’ Törvényszékek által ide itéltetett rabok. Hat Szentegyházakkal díszesíttetik e’ Város, mellyek közzűl egygy a’ Minoritáké, kettő pedig az ó hitüeké. Oskolája, mellyben a’ Piárista Atyák tanítanak, jeles, és most a’ Böltselkedésnek Tudománya is oktattatik benne. Épűletei között számos jeles házak is találtatnak. Külső Városában pedig sóházak vannak. Itten született T. T. Dugonics András Úr, a’ ki külömbféle jeles magyar könyvei által az egész Hazában eléggé esméretes. Szélesen terjedett határja e’ Városnak 10 pusztákból áll, földgye, melly a’ Városhoz közel esik, fekete, de nagyobb része homokos. Egygyik Uradalma Csongrád, másik pedig Torontal Vármegyében van. Lakosai erős, izmos emberek, és tsínos magyar ruházatúak; köz népe földmíveléssel, barmok’ nevelésével, jelesebb polgárjai pedig leginkább dohány kereskedéssel foglalatoskodnak, a’ külömbféle kézi mesterségeknek folytatásán kivűl; határja jól termő, réttyei gazdagok, legelője tágas, marhája sok, hallal bővelkednek, gyapjúból, ’s dohányból szép hasznot vesznek, ’s valóban jó lakást szolgáltat a’ kereskedésre nézve is.” (Vályi András: Magyar országnak leírása, 1796–1799) |                                                         |

## A reformkor

### A késő 18. századi és kora 19. századi városkép
A város első városházáját az 1700-as évek végén építették, amely később, 1799 és 1804 között Vedres István tervei alapján újult meg. Az új városháza – a mai Széchenyi téren – tornyával a város független polgári önkormányzatának jelképe lett. Az építkezések a város növekvő társadalmi jelentőségét is tükrözték.
A Tisza feletti hajóhíd a 18. század végén az újszeged-szőregi, mocsár feletti ún. százlábú híddal egészült ki.
A 19. század első felében Szeged fejlődése jelentős változásokat hozott a város életében. Az utak és közlekedési infrastruktúra kiépítése az egyik legfontosabb fejlesztési terület volt. Új utak készültek, útkövezéseket végeztek, és gyalogjárókat építettek. Az utcai világítás bevezetése a városi élet komfortját is növelte. Ezzel párhuzamosan a közlekedési tervek közé tartozott a Pest-Szeged-Temesvár vasút, valamint a Pest-Szeged és a Duna-Tisza közötti hajózható csatornák kialakítása, amelyek a kereskedelem fellendítését célozták. Az 1840-es évektől megindult a gőzhajózás a Tiszán, ami szintén hozzájárult a gazdasági fejlődéshez.

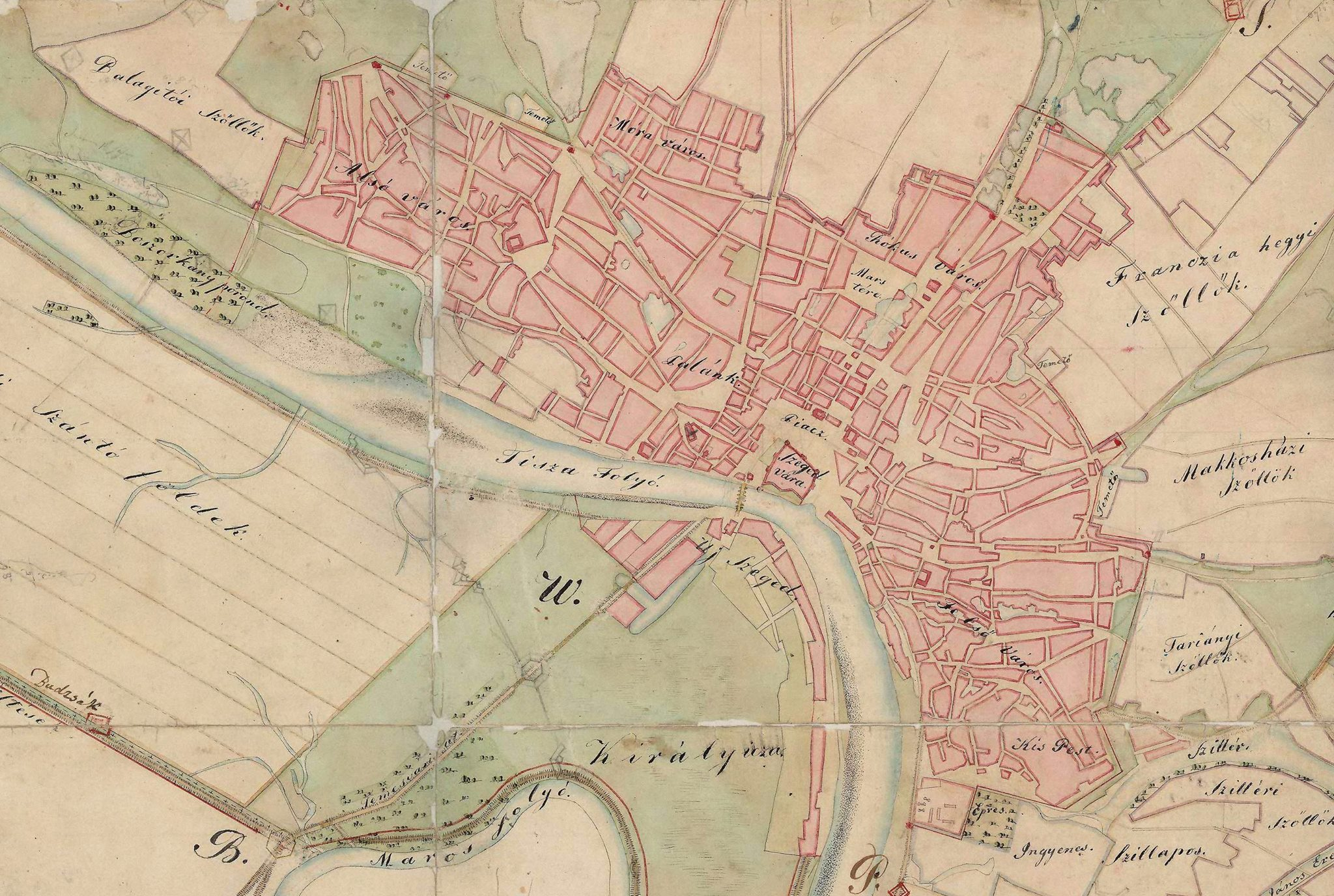
Szeged városának védelmi állapotára tervezett tervrajza (1848)

A város azonban számos természeti és társadalmi katasztrófával nézett szembe. Az 1790-es és 1792-es várostüzek, valamint az 1811-es, 1812-es és 1813-as nagy tűzesetek jelentős károkat okoztak. Az 1813-as év nemcsak a tűzvész, hanem egy nagy árvíz miatt is emlékezetes, amelyet az 1816-os áradások követtek. Az 1830-as árvíz során a sörházi zsilip beszakadása súlyosbította a helyzetet, míg az 1845. évi árvíz újabb kihívást jelentett a város számára. E természeti csapások után Vedres István több ármentesítési tervet készített, beleértve a szegedi mederszorulat és a Maros-levezetés terveit, valamint a tiszai töltések kiépítését és Baktó ármentesítését. Vedresháza betelepítése is ennek a munkának a része volt.
A társadalmi és kulturális élet is fejlődött. Az 1799-es és 1801-es árvizek után, valamint az 1806-os ínség idején a város vezetése a helyreállítás és az életkörülmények javításán dolgozott. A rókusi plébánia alapítása mellett templom és iskola épült, ami a közösségi élet erősödését jelezte. Kelemen László társulata fontos szerepet játszott a kulturális élet fellendítésében. Az 1836-os nagy várostüzek és az 1845–46-os ínségek ellenére a város tovább fejlődött. A Szeged-Csongrádi Takarékpénztár és a zálogház alapítása gazdasági stabilitást hozott.
A népiskolák és a reáliskola fejlesztése a korszak oktatási előrelépéseit mutatja. Az infrastruktúra terén rakodópart és híd építési terveket dolgoztak ki, míg a Duna-Tiszai hajózható csatorna megvalósítása a kereskedelmet támogatta volna. Az újszegedi területek megszerzése további lehetőségeket nyitott a város számára. Az 1840-es évek végén a gőzfürdő megépítése már a polgári életminőség javítását célozta.

### Szeged népessége a reformkorban
A 18–19. században Szeged népessége jelentős változásokon ment keresztül, a város fejlődése és lakosságának növekedése szembetűnő volt. Az 1720-as évek elején Kováts Zoltán kutatásai szerint Szeged lakosságát 14–17 ezer főre becsülték, melynek mintegy tíz százalékát, 1300 főt délszlávok alkották. Ez a szám több mint kétszerese volt a hódoltság végi lakosságnak. A város ebben az időszakban az Alföld második legnépesebb települése volt Debrecen után, jelentősen megelőzve például Hódmezővásárhelyt, amely csupán ötezer főt számlált.
A 18. század során Szeged lakossága folyamatosan nőtt, főként bevándorlás révén. A természetes szaporulat mellett jelentős számú betelepülő érkezett a Duna-Tisza közéről, a Jászságból, a Tiszántúlról, a Dunántúlról és a Felvidékről, valamint kisebb arányban Erdélyből és a Temesi Bánságból. A külföldi bevándorlók többsége német nyelvterületről érkezett, közülük sokan iparosként és kereskedőként telepedtek le a városban. A 18. század végére a népesség megduplázódott, 25–28 ezer fő közé emelkedett.
A 19. század elején a népesség növekedése tovább folytatódott, és 1849-re elérte az 50 ezret. A városban ekkor jelentős volt a katolikus lakosság aránya, de kisebb számban reformátusok, evangélikusok és zsidók is megjelentek. A zsidóság száma különösen az 1828–1829-es időszakban nőtt, amikor 759 főt számláltak, majd az 1848-as összeírás már 2040 főt regisztrált. A szerbek száma nem nőtt tovább, míg a dalmaták részben beolvadtak, részben Szabadkára költöztek.
A városból jelentős számú lakosság települt ki más településekre, elsősorban a környező régiókba, de távolabbi helyekre is. Az újabb telepesek révén több mint 145 település népessége kötődött Szegedhez. A 19. század közepére a város lakossága a magyar városok között a legnagyobbak közé tartozott, bár a népesség pontos számáról eltérő adatok állnak rendelkezésre: a kutatások szerint 1849-ben 50 ezer fő körül lehetett, míg más korabeli források csak 36 ezer főt jeleztek.

## Az 1848-49-es szabadságharc ideje

### A pesti forradalom híre Szegeden
Az 1848 március 15-én Pesten kitört forradalom híre Szegedre március 17-én érkezett, és azonnal lázas izgalmat keltett. A helyi lakosság az események hírére még aznap népgyűlést kezdeményezett, amely március 18-án a város történetének egyik legfontosabb találkozójává vált. Az ülésen az országgyűlési küldött, Csányi László ismertette a pesti forradalom által megfogalmazott 12 pontot, amelyek célja a politikai szabadságjogok és a polgári átalakulás megvalósítása volt. Ezen pontok alapján Szeged polgárai is követelték a sajtószabadságot, az egyesülési jogot és a nemzeti függetlenséget.
A nemzetőrség megszervezése volt az egyik legfontosabb döntés, amelyet a szegediek a népgyűlés során meghoztak. Ez az önkéntes alapon szerveződő fegyveres erő nemcsak a forradalom eszméinek védelmét, hanem a város közbiztonságának fenntartását is szolgálta. Rövid idő alatt több mint 2300 fő csatlakozott a nemzetőrséghez, akik fegyverzetüket és felszerelésüket önkéntes adományokból, illetve a város anyagi hozzájárulásából biztosították. Az egységek élére a helyi értelmiség és a polgárság prominens tagjai kerültek, például Osztróvszky József, aki már a forradalom előtt is a szabadelvű eszmék szószólója volt Szegeden.
Szeged földrajzi elhelyezkedése a Délvidék peremén különösen fontossá tette a várost a szabadságharc során. A délvidéki szerb felkelés, amely a magyar függetlenségi törekvések ellensúlyaként bontakozott ki, közvetlenül érintette a várost. A helyi lakosság gyakran került szembe a szerb felkelők támadásaival, miközben a császári seregek is nyomást gyakoroltak a magyar honvédségre.
A város különösen nagy jelentőséget kapott a hadsereg toborzásában és ellátásában. Szeged lakói nemcsak fegyveres erőkkel, hanem élelmiszerrel, ruházattal és pénzbeli támogatással is segítették a szabadságharcot. A helyi kézművesek és iparosok részt vettek a fegyvergyártásban, valamint a honvédség ellátásához szükséges felszerelések elkészítésében. E tevékenységeket a város vezetése támogatta, amely a forradalom kezdetétől fogva elkötelezetten állt ki a szabadság ügye mellett.

### Kossuth szegedi látogatása és toborzóbeszéde (1848. október)
Kossuth Lajos 1848. október 4-6-án Szegedre látogatott és látogatása során beszédet mondott a helyi lakosságnak, amelyben méltatta Szeged áldozatvállalását és kiemelte, hogy a város példamutató módon áll ki a nemzeti függetlenség ügyéért. Az olasz foglyokat szabadoknak nyilvánította. Kossuth szavai tovább erősítették a város lakóinak lelkesedését, és hozzájárultak ahhoz, hogy még nehezebb körülmények között is kitartsanak.

„Szegednek népe, nemzetem büszkesége, szegény elárult hazám oszlopa! mélyen megilletődve hajlok meg előtted.
Mikor Szegedhez közeledtem, sajnálni kezdém, hogy mellemből kifogyott a hang; de midőn Szeged népét látom, ugy látom, hogy nincs mit sajnálnom, mert itt többre nincs szükség, mint hogy a lelkesedés előtt mélyen meghajoljak.
Midőn én, mint az ország teljhatalmu biztosa, s a honvédelmi bizottmány egyik tagja, népfelkelést intézendő, utániban más helyekre bementem, azért mentem be, hogy lelkesedést ébresszek; de Szegedre azért jöttem, hogy itt a lelkesedést szemléljem.
És én mondhatom, örömmel szemlélem Szeged népében a lelkesedést; mert veszedelem fenyegeti szegény elárult hazánkat, oly veszedelem, melyhez hasonlót évkönyveink nem mutatnak, s melynek láttára némely kicsinyhitüek a fővárosban azt mondák, hogy a magyar nemzet napjai megszámitvák. De én azt mondám: ez nem igaz.
Alkudozásba akartak ereszkedni Jellasichcsal, ama gaz árulóval, kit az ármány pokoli czéljainak kivitelére, arra, hogy csak nemrég visszanyert szabadságunkat s függetlenségünket kezeinkből ujra kicsikarja s a népet ujra a szolgaság jármába hajtsa, eszközül szemelt ki. De én azt mondám, hogy mielőtt a nemzet annyi erővel s küzdelemmel kivivott szabadságából csak egy hajszálnyit is lealkudnék, elmegyek és megtekintem a népet.
És most, miután Szeged népét látom, látom szemeiben a lelkesedés szikráit, nem késem megirni a fővárosba, hogy Szeged népe az árulóval való minden alkudozás ellen ünnepélyesen tiltakozik. Megirhatom-e ezt? (A nép: Meg!)
Igenis, megirom, hogy miután Szegedet s népének ezreit a haza szerelmétől lelkesülve láttam, kőszirtté szilárdult keblemben a hit, hogy e haza, lépjen bár a pokollal szövetségre ellene az ármány, mentve lesz.
Krisztus mennyei országát megalapítandó a földön, egynek választottai közől azt mondá: e kőszálra épitem én egyházamat; és én hasonlóan mondom, hogy Szegedre s ennek lelkes népére épitem nemzetem szabadságát, és a pokol kapui erőt nem vesznek azon.
Oly hatalmasnak hiszem én a népet, hogy ha felkel és összetart, a ropogva összerogyó ég boltozatait is képes fentartani erős karjaival.
Hazámfiai! Mondhatatlanul fontos az óra, melyben hozzátok szólok; talán éppen ebben az órában ütköznek vitéz seregeink az áruló csordával. Ki tudja, mit hoz ránk ez óra? győzelmet-e vagy veszteséget? – De győzzünk bár, vagy veszítsünk, én Szeged népére minden esetre számolok.* A népre minden esetben szükségünk lesz: ha győzünk, hogy a győzelem gyümölcseit learassa; ha vesztünk, hogy a veszteséget győzelemmé változtassa.
Tehát e fontos órában, e mondhatatlanul fontos pillanatban kérdem: találkozik-e egy fia a hazának, találkozik-e egy polgára a városnak, ki hazája szabadságáért vérét, életét feláldozni kész nem volna? (A nép egyhangulag: Nem!)
Én esküszöm a mindenható Istenre, ki védi az igazságot és a hitszegő árulót megbünteti, esküszöm, hogy hazánk szabadságából egy hajszálnyit utolsó csepp véremig elraboltatni nem engedek; esküszöm, hogy hazánkat védeni fogom, mig karomat felemelhetem. A magyarok Istene ugy segéljen és áldjon meg engemet!
(A nép e szavakat lefedett fővel s fölemelt kezekkel lelkesülve mondotta el a szónok után.)
Hajdan, midőn a hazát veszély fenyegette, hős apáink véres kardot hordoztak körül az országban, s ennek láttára, mint sasok repültek harcmezőre a vitéz magyarok. Én, látván a haza jelen veszedelmét, zászlót ragadtam kezembe, megesküdve, hogy addig nem nyugszom, szegény fejemet nyugalomra nem hajtom, mig az elárult haza fiait szabadságának megmentésére annak árulói ellen zászlóm alá nem gyüjtöm. De most, miután Szeged népének lelkesedését látom, bízvást összehajtom e zászlót, e zászló nem enyém többé, én Szeged zászlója alá állok. És én bizom a magyarok istenében, bizom Szeged népének lelkesedésében, hogy kevés idő múlva mentve lesz a hon; ha pedig a hadi szerencse kevésbbé mosolyogna fegyverünkre, ha netalán a végrehajtó hatalom az ármány által a fővárosból kiszorittatnék, azon esetre Szegedet oly pontnak tekintem, melyről a haza szabadságát, a nemzet függetlenségét megmenteni erősen hiszem.
Szegediek! Testvériség köt össze bennünket. Nincs nemes és nemtelen többé; egy hazának fiai, polgárai, testvérek vagyunk mindnyájan. Tehát testvérileg összetartva ragadjunk fegyvert az árulók ellen, legyünk készen hazánk oltalmára.
Testvérek! Ha ugy jöttem volna e városba, mint valamely rendkivüli örömnek, boldogságnak hirnöke, igényelhettem volna talán tőletek koszorukat, de miután a végre siettem körötökbe, hogy benneteket fegyverre, a haza megmentésére hivjalak fel, azon virágkoszorukat, melyeket lelkes hölgyeitek utamban elhintettek, nem tekinthetem máskép, mint előjeléül azon győzelemnek, melyet a haza ellenségein nemsokára kivivandunk.
Egész életem küzdés és szenvedés vala: de e pillanatban jutalmazva érzem magamat – ám pihenni nem fogok, árva fejemet nyugalomra nem hajtom, mig el nem mondhatom az irás ama szavait: Most bocsásd el, uram, szolgádat, mert láták szemeim hazám szadbaságát, boldogságát megmentve.
Keblem tele érzéssel, még sok mondani valóm volna hozzátok; de az érzés elfojtja ajkamon a szót. Különben egy pár napig körötökben szándékozván maradni; még lesz alkalmam hozzátok bővebben szólani. De most nézzétek – soha nem sírtam – és könnyezek.”

– Kossuth Hirlapja, 1848 okt. 15. Közlöny 1848 okt. 18. sz., Kossuth szegedi toborzóbeszéde.

### A szegedi kormány és a szabadságharc végnapjai
Rózsa Sándor csapata is megalakul.

1849. július 2-án Kossuth Lajos bejelentette, hogy a kormány és a képviselőház Szegedre teszi át székhelyét. Szeged hadi és politikai központ lesz. A város ágyúkat kap.

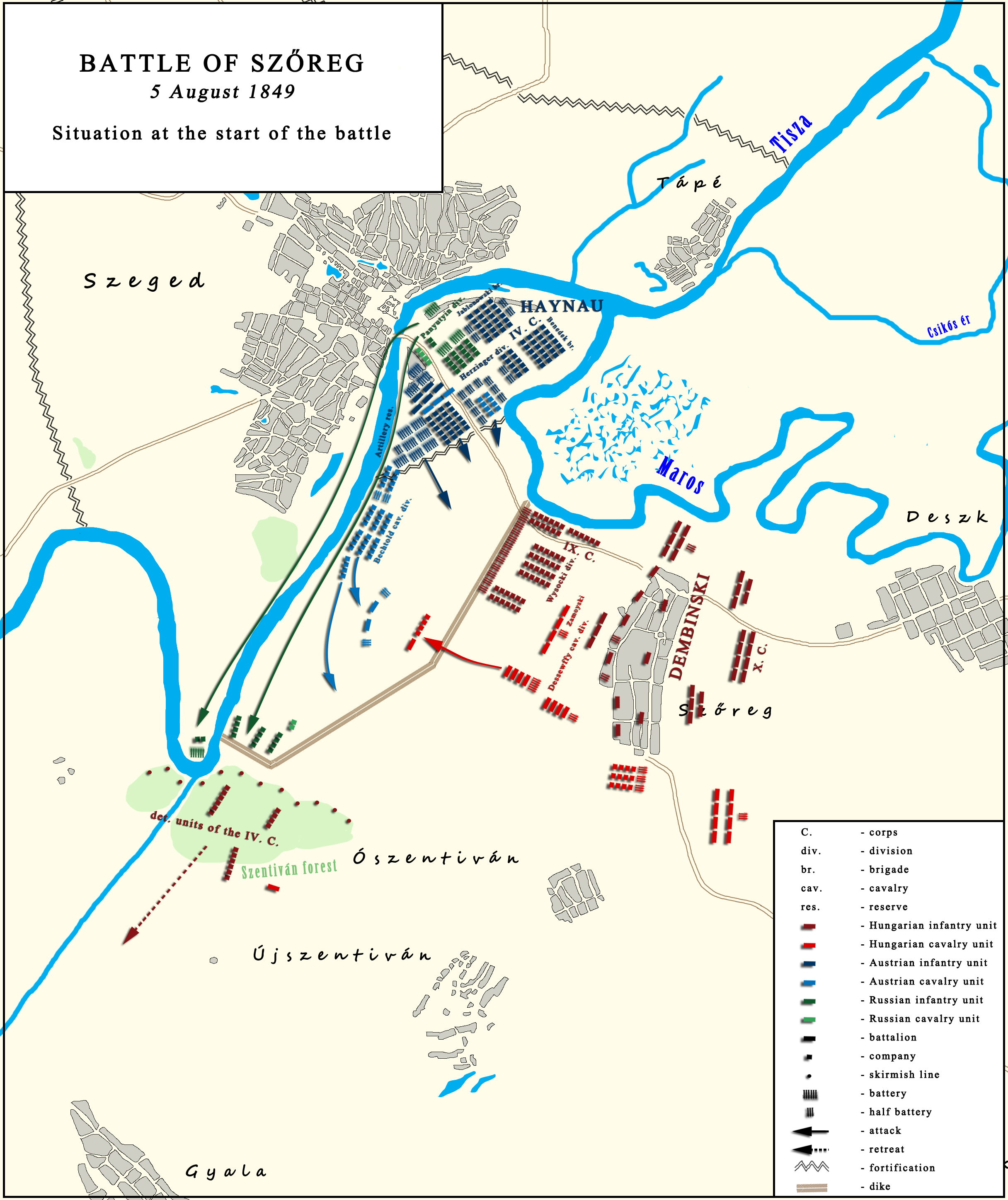
Szeged és környéke 1849. augusztus 5-én, a csapatok felállása a szőregi csata előtt.

A szegedi kormány irányítása altt jött létre a Kossuth–Bălcescu-féle magyar–román megbékélési tervezet 1849. július 13-án, amikor Kossuth Lajos és Nicolae Bălcescu megállapodtak egy 18 pontból és három alpontból álló tervezetben. A megbékélés célja a románokkal való együttműködés erősítése volt, amely magában foglalta a románok elismerését különálló nemzetiségként, egyházi és iskolai autonómiájuk biztosítását, valamint román nyelvű közigazgatás bevezetését a román többségű területeken. Az egyezményt július 14-én írták alá, de a szabadságharc augusztusi bukása miatt nem valósult meg. Az esemény emlékére emléktáblát avattak Szegeden, és ma is megemlékeznek róla a Magyarországon élő román nemzetiségűek.
Július 28-án felrobbant az újszegedi lőszerraktár, amely jelentős károkat okozott. Augusztus 1-jén Dembinski kiürítette és harc nélkül feladta a várost, amely augusztus 2-án császári kézre is került.
A végső ütközet augusztus 5-én zajlott le Szőregnél. A magyar sereget Dembiński Henrik irányította, míg az osztrák csapatokat Haynau vezette. A magyar hadsereg, bár létszámfölényben volt (34 000 katona és 108 löveg), gyenge tüzérségi és szervezetlen stratégiai döntései miatt hátrányba került. Haynau seregei (25 000 katona és 160 löveg) először oldalról kerülték meg a magyar állásokat, majd frontális támadással áttörték a védelmi vonalakat. Az ágyúharc és a császári erők gyors manőverei végül a magyar csapatok rendezetlen visszavonulásához vezettek. A csatát az osztrák hadsereg nyerte, a magyar honvédség pedig Arad felé hátrált. A veszteségek mellett a magyar sereg morálisan is meggyengült, közelebb kerülve a szabadságharc végéhez. Augusztus 5-én a szőregi csata során magyarok a város határában vereséget szenvedtek a Haynau vezette császári és királyi csapatoktól.

## A szabadságharc után

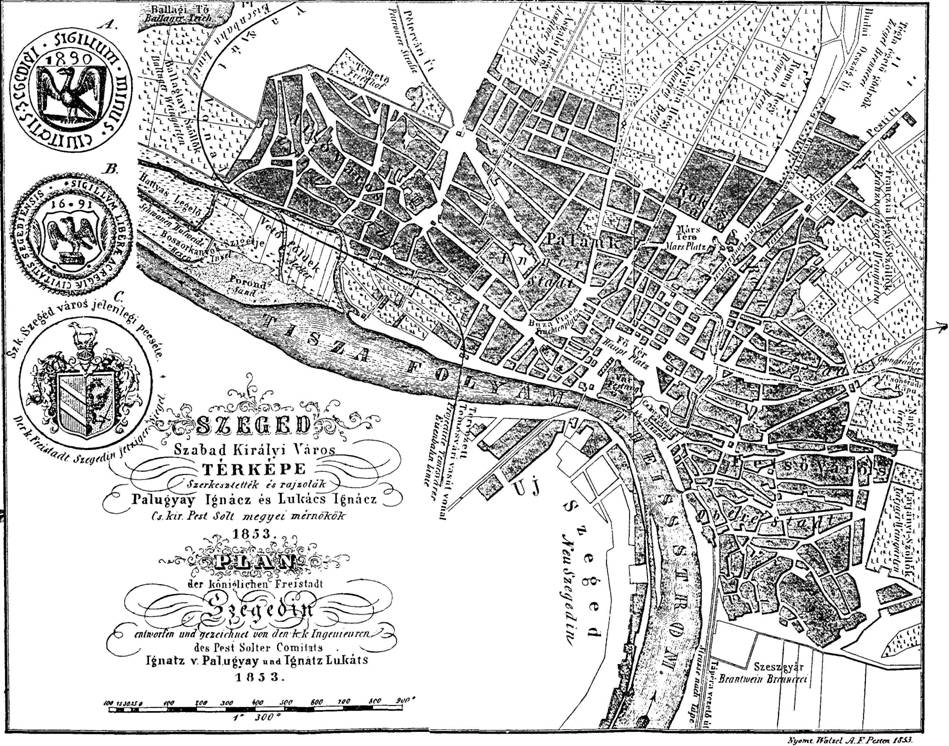
Szeged térképe 1853-ban

### A városkép változása az 1848-49-es forradalom és szabadságharc után
A 19. században Európa városai jelentős átalakuláson mentek keresztül. Rövid idő alatt megszűntek a középkori városokra jellemző keretek, helyüket a tőkés termelés és a modern városi életformák vették át. Lebontották a városfalakat, feltöltötték a vizes árkokat, új lakónegyedek és bérházak épültek, megjelentek a gyárak és a kisebb üzemek, valamint a vasúthálózat is kiépült, új lehetőségeket nyitva a gazdaság számára. Magyarországon ez az átalakulás a 19. század második felében indult el látványos erővel.

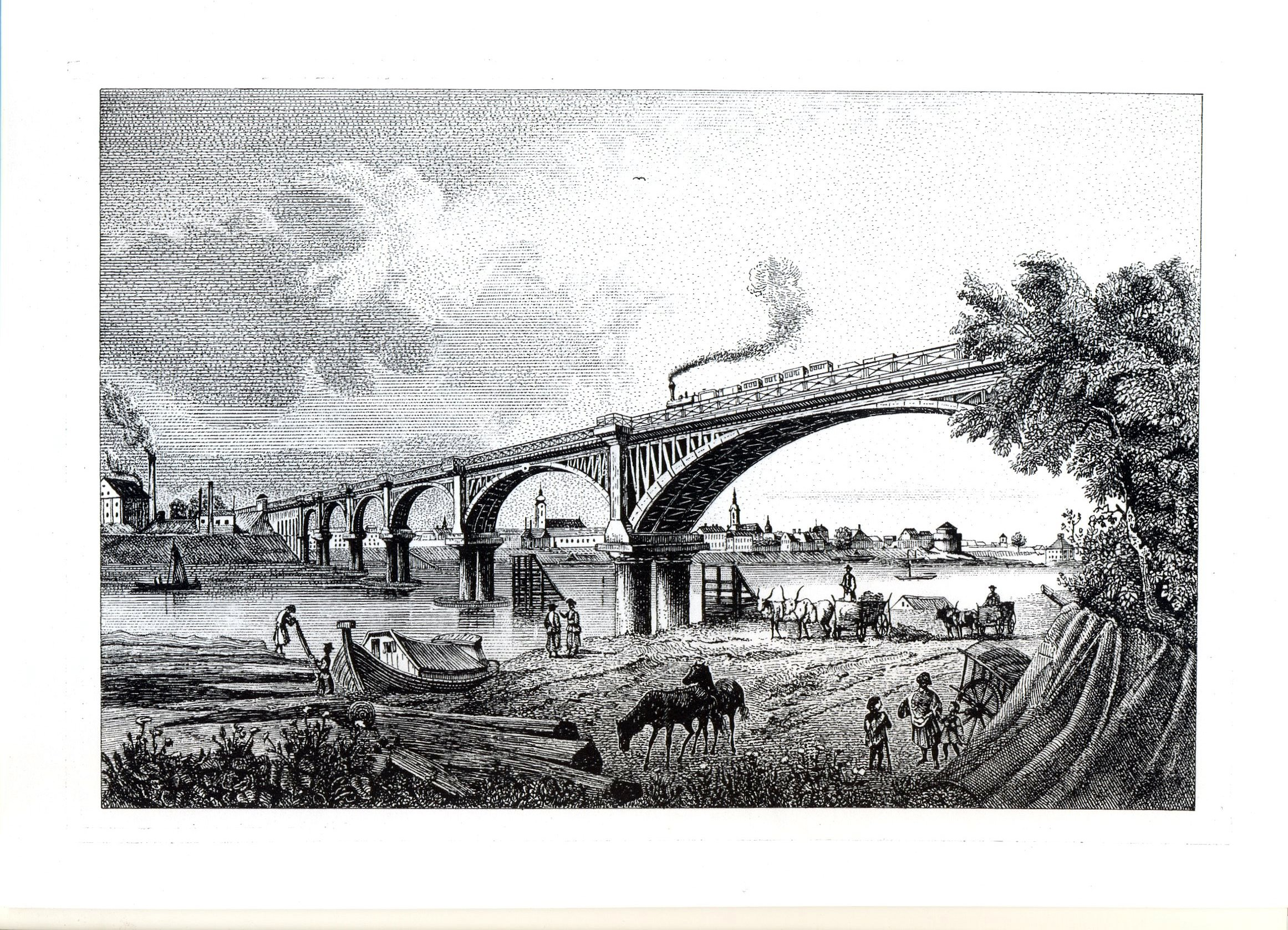
Somorjai Ferenc 2000 körül készült grafikája a Szegedi vasúti hídról.

Szeged városát sem kerülte el a fejlődés. A vasúthálózat kiépítése alapvető változásokat hozott a magyar városhálózatban: egyes települések hanyatlani kezdtek, mások virágzásnak indultak. Szegeden az első vasútvonalat, a Pest-Szeged szakaszt 1854-ben adták át, az első vasútállomás pedig a mai rendező pályaudvar helyén állt. Azonban a várostól való távolsága miatt később, 1858-ban új állomást építettek a Tiszát átszelő vasúti híd megépítésével. Az 1870-es években újabb vasúti fejlesztések történtek, például az algyői Tisza-híd elkészültével megnyílt a Hódmezővásárhely és Szeged közötti vonalszakasz is, bár az átkelők hosszú ideig hídvámot fizettek. Az új vonalak mellett megépült a Szeged-Rókus pályaudvar, és kiépültek az állami és törvényhatósági utak is.
A király 1857-es körútja alkalmával Szegedet is meglátogatta.
Szeged polgári várossá alakulása a 19. század második felében kezdődött, követve Bécs és Budapest fejlődését. Már az 1850-es évektől elkezdték az utcák burkolását és a közvilágítás kiépítését. 1872–1873-ra a városban már 27 utca és egy tér rendelkezett kőburkolattal, bár más nagyobb magyar városokhoz képest így is elmaradásban volt.
A város építészeti fejlődését a Szépítő Bizottmány felügyelte, és számos jelentős épület készült ebben az időszakban. A romantikus gótika jegyében épült Fekete ház (1857–1858) vagy a Szeged-Csongrádi Takarékpénztár Rt. székháza (1864–1865) a városképet meghatározó alkotások. Az 1860-as és 1870-es években több épület is az eklektika jegyében született, mint például a mai Dóm tér és az Oskola utca sarkán álló Régi Hungária Szálló vagy a Dugonics térre néző Főreáltanoda, amely ma az egyetem központi épülete.

A városfejlesztés ugyanakkor számos kihívással küzdött, mint például az alacsonyan fekvő területek feltöltése. Bár a lakóépületek és melléképületek száma jelentősen növekedett, a város szerkezeti átalakítása lassú ütemben haladt. Az 1879-es nagyárvíz azonban fordulópontot jelentett: a katasztrófa radikális változtatásokat tett szükségessé mind a város térszerkezetében, mind a vízvédelemben.

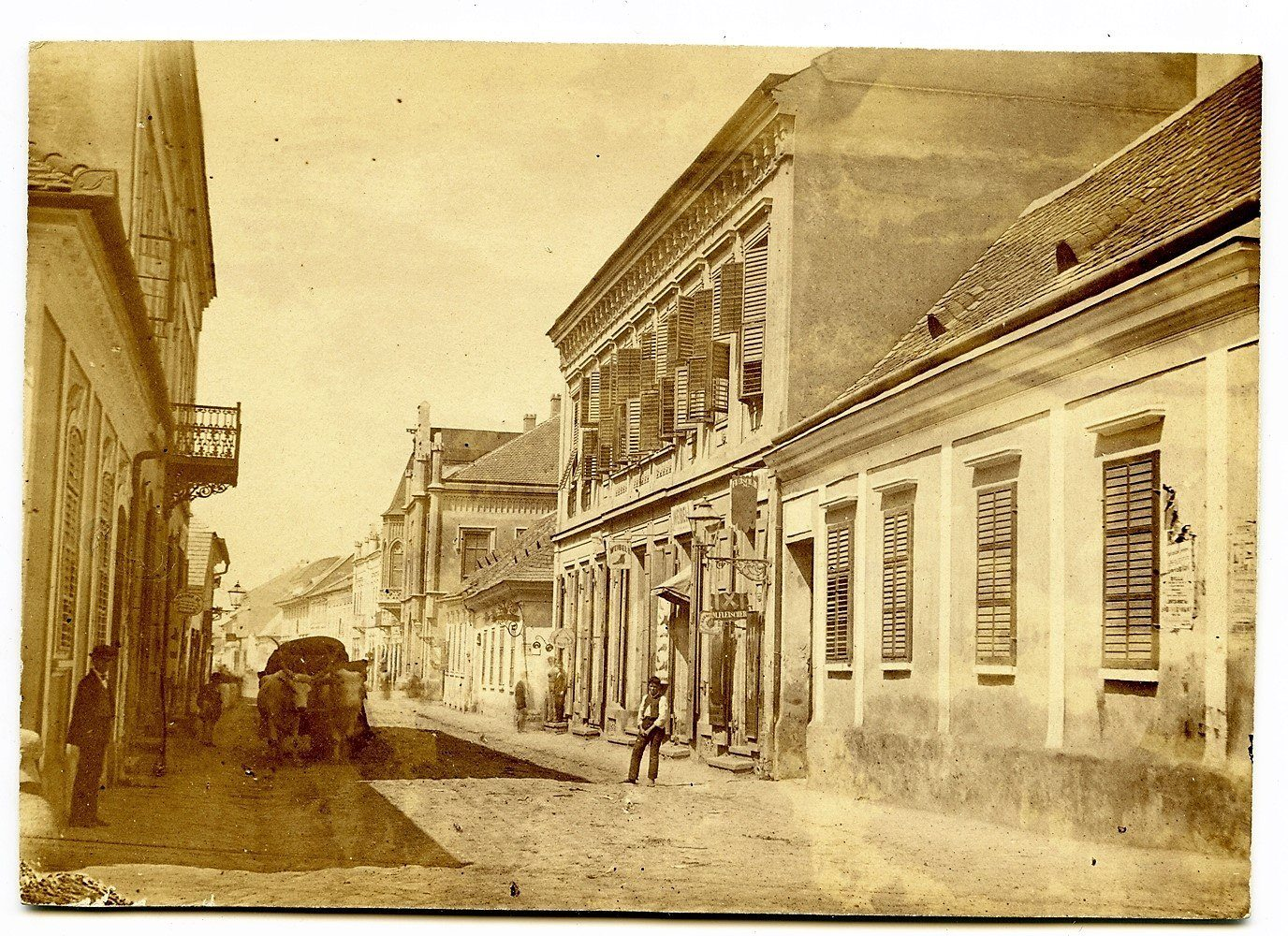
Somogyi utca 1872-ben.
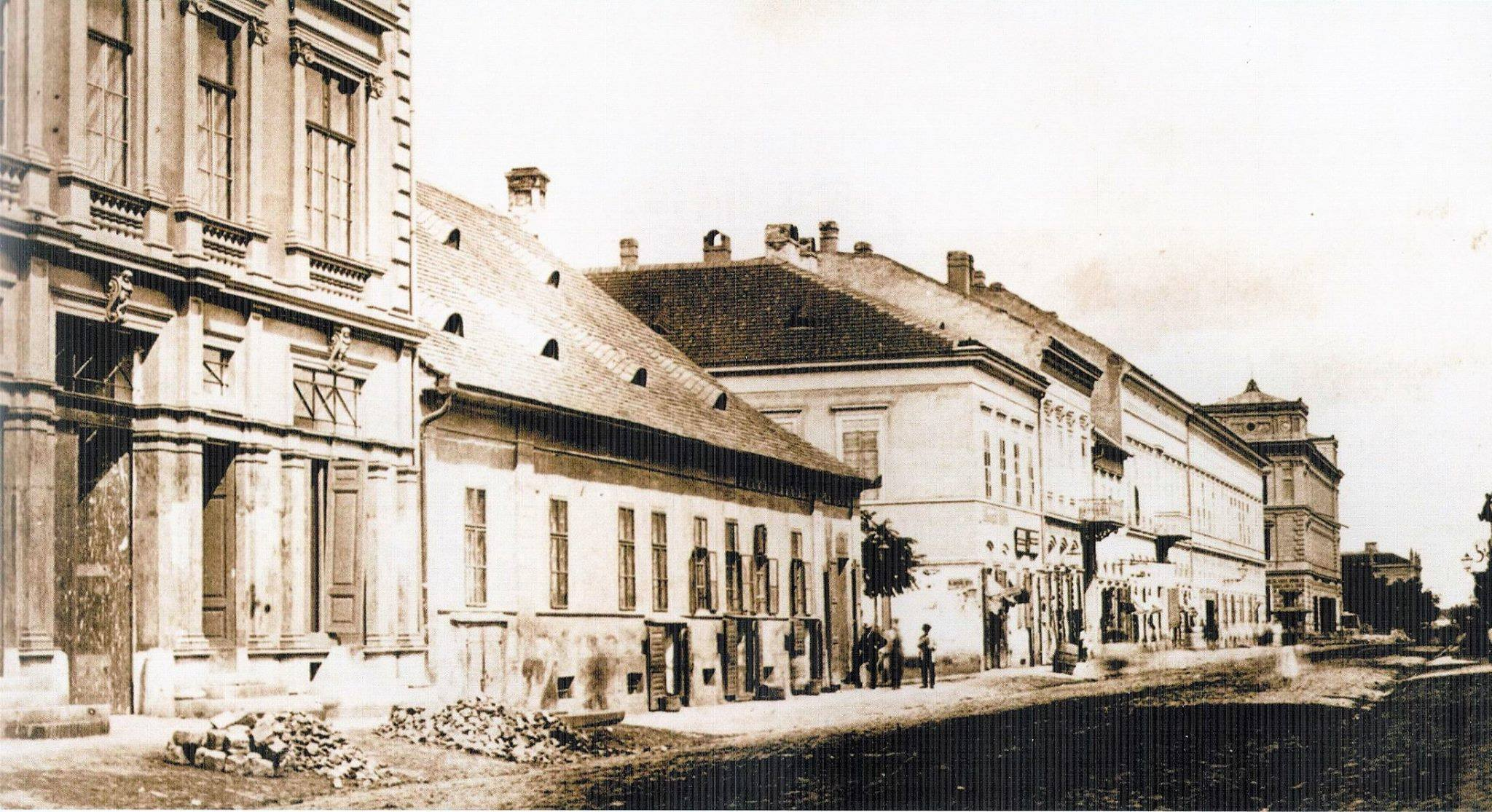
Kárász utca 1872-ben.
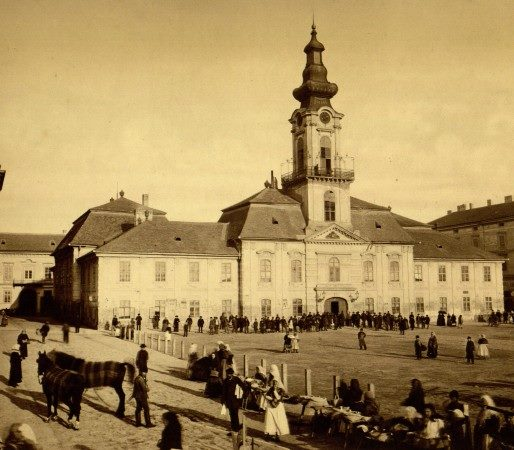
Régi városháza a nagy árvíz előtt.
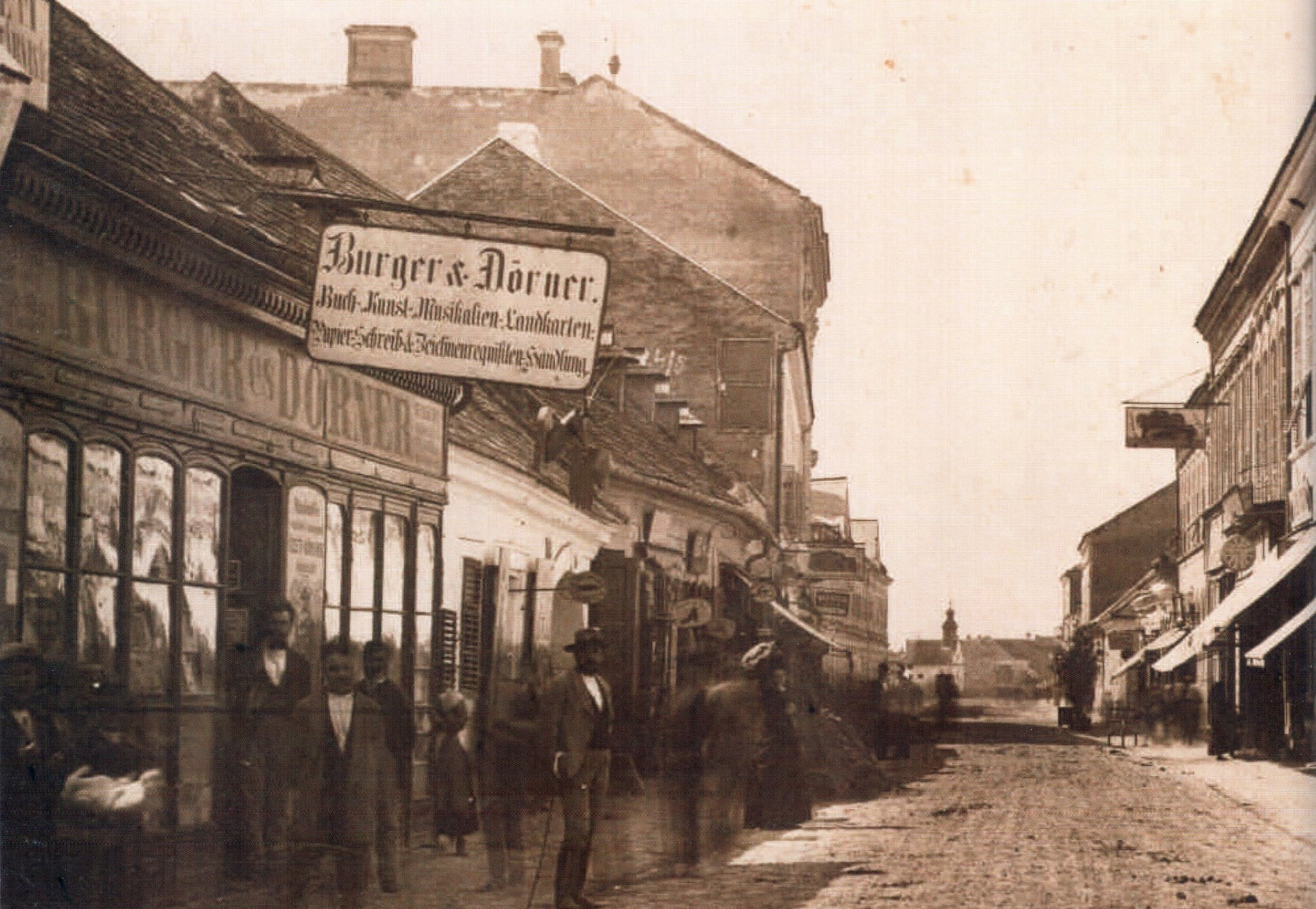
Oskola utca 1870 körül.
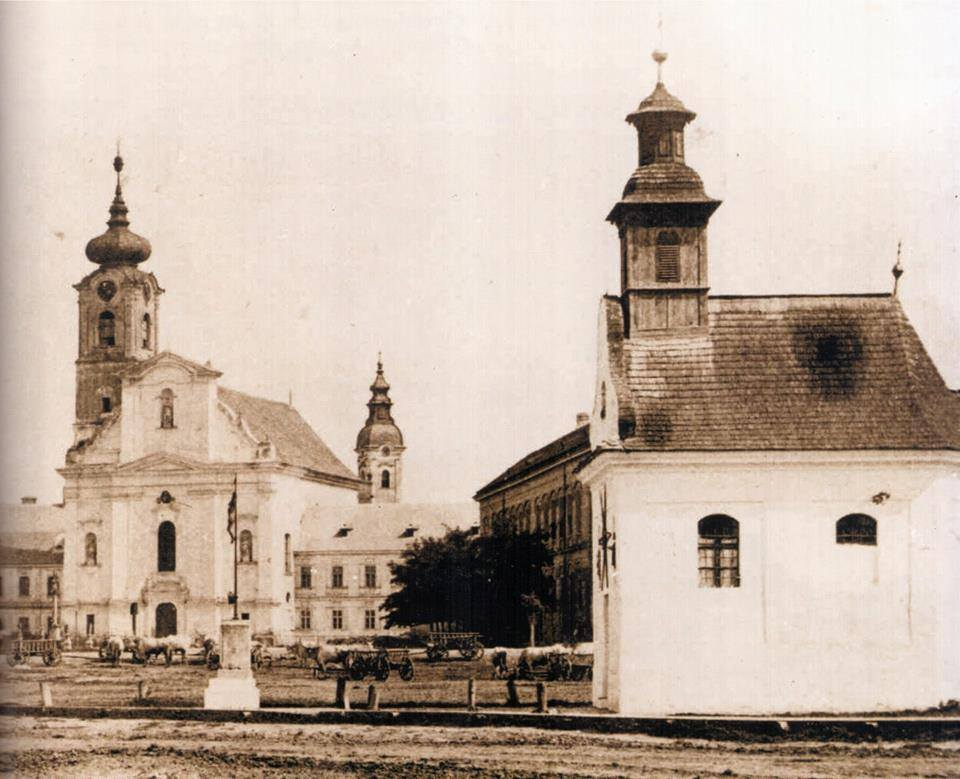
Gizella tér (mai Aradi vértanúk tere) 1870 körül.

### A nagy árvíz és a város újjáépítése
1879. márciusában hatalmas árvíz zúdult a városra, amely az épületeinek 95 %-át elpusztította. Az árvíz előtti épületek közül az alsóvárosi ferences templom és kolostor, a Dömötör-torony, valamint a városháza maradt fenn.

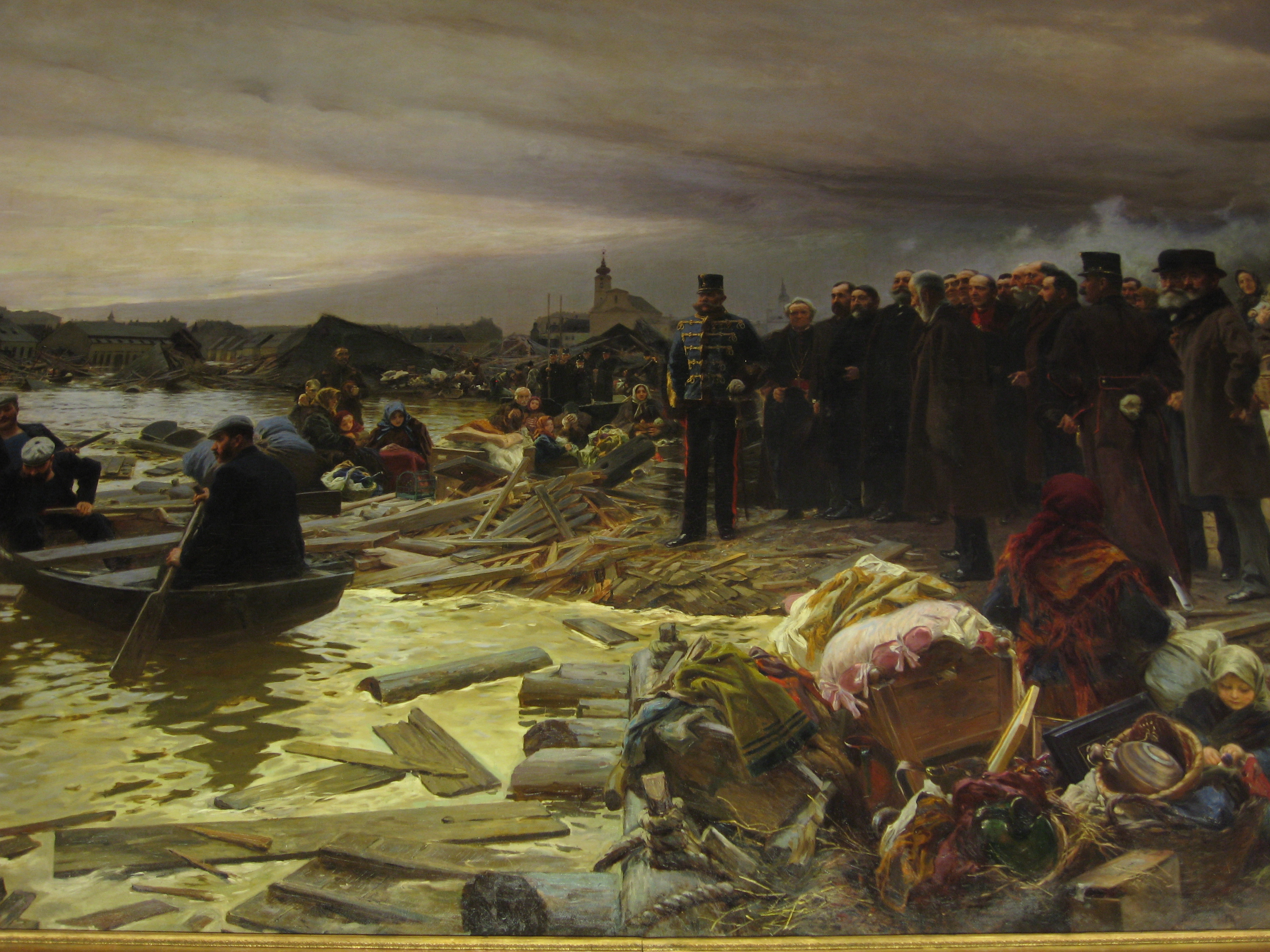
Vágó Pál, Szegedi nagy árvíz
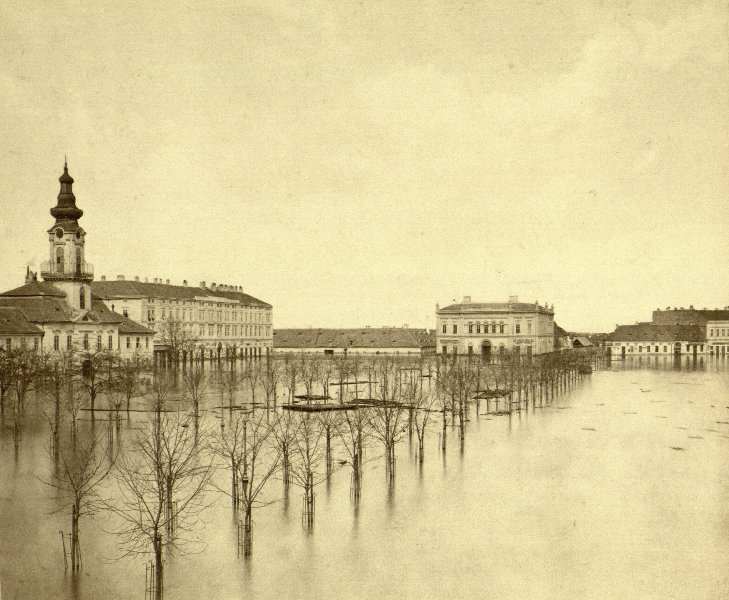
Széchenyi tér árvíz idején, 1879.
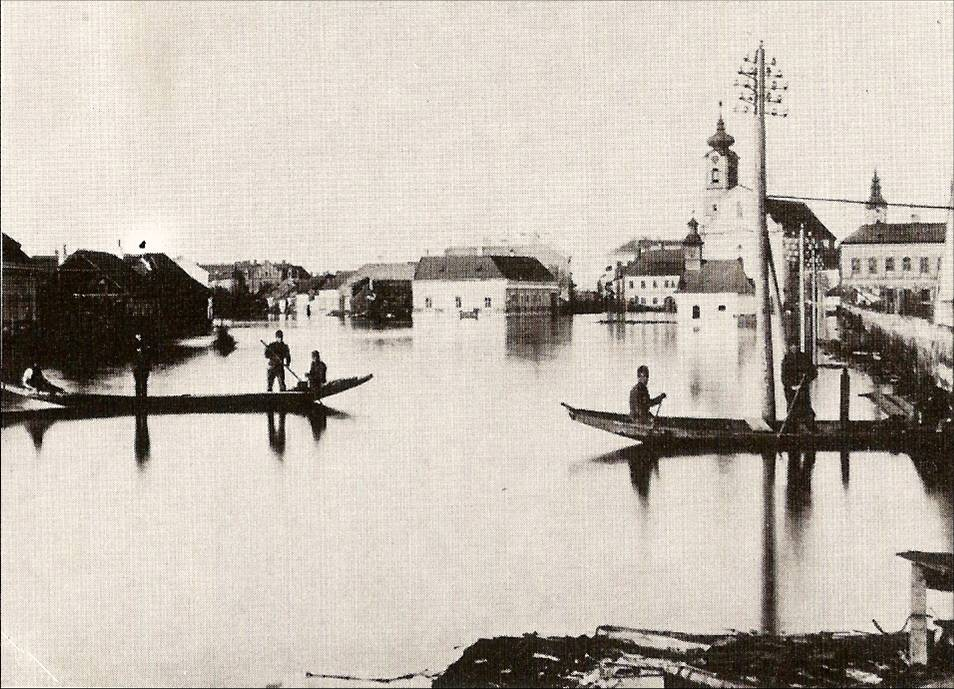
Templom tér víz alatt, 1879.
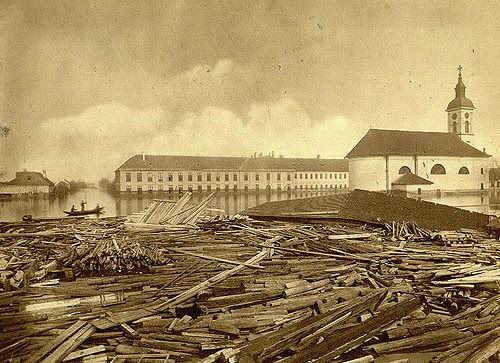
Az elárasztott alsóvárosi templom.
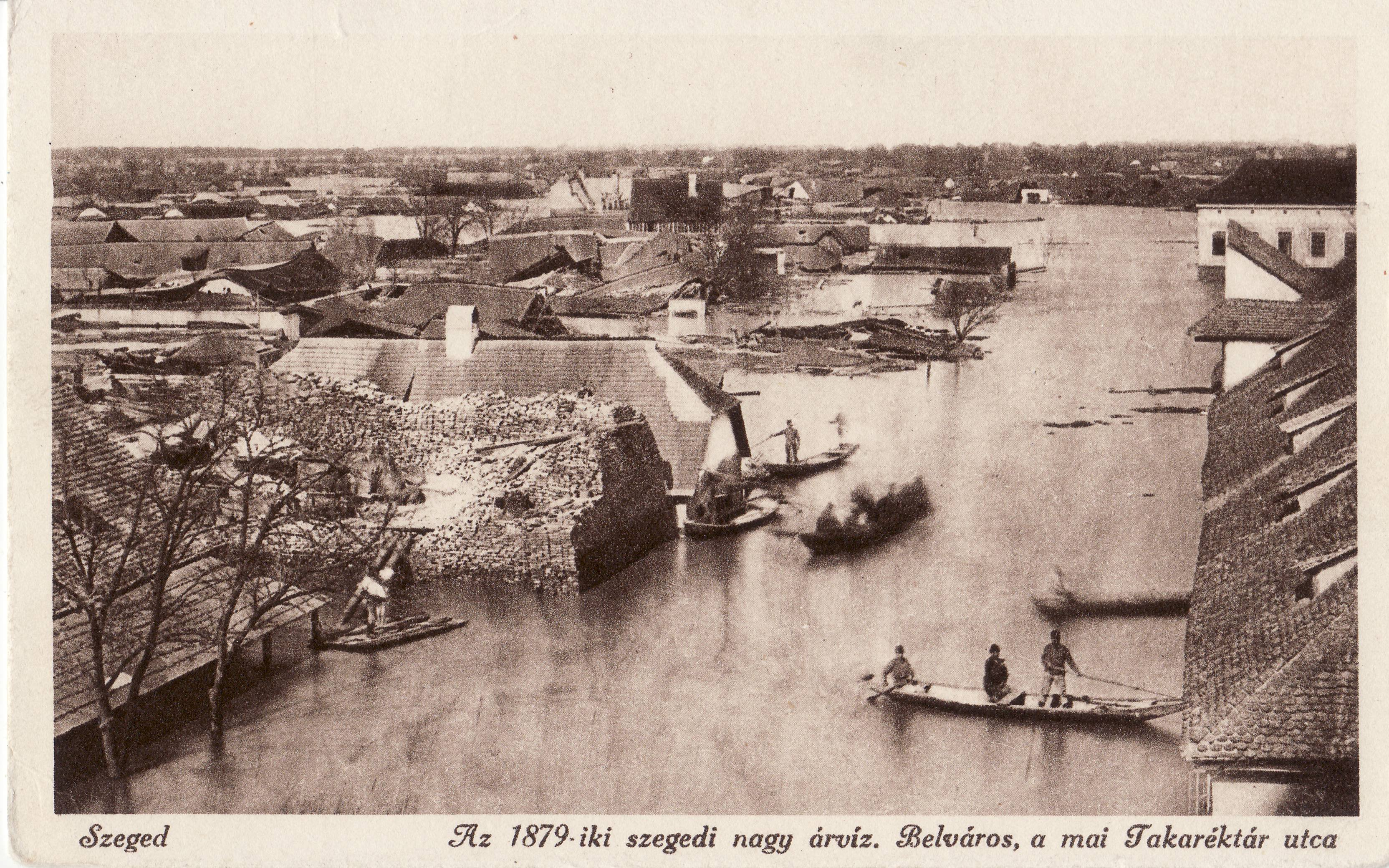
A mai Takaréktár utca víz alatt, 1879.

A város újjáépítése 1880-ban kezdődött meg. Miután a víz lassan levonult, a várost árvízvédelmi fallal megerősített körtöltéssel vették körül. 1880–1886 között épült a Tisza nyugati partján a várost védő partfal.
A királyi bizottság három kerületre osztotta afel Szegedet:
1. Az új városközpont a Palánk, a lebontandó vár és a városháza körüli terület (I. kerület).
2. A két körút közötti terület lett a II. kerület.
3. Az Alsóváros, Móraváros, Rókus és Felsőváros alkotta a III. kerületet.

Az árvíz által elpusztított Szeged Lechner Lajos tervei alapján épült újjá.

### Népesség és társadalom a századfordulón
Szeged népessége a török elleni háborúk és a Rákóczi-szabadságharcot követően két évszázados békeidőszakot élvezett, amely egészen az I. világháború kitöréséig tartott. Ezalatt a város lakossága minden ötven évben megduplázódott. Különösen figyelemreméltó az 1850 és 1915 közötti időszak, amikor a népesség 52 ezerről csaknem 120 ezerre nőtt, kiemelkedő növekedési ütemet mutatva.
A város demográfiai fejlődése több tényezőnek volt köszönhető, amelyek kölcsönösen hatottak egymásra. Az 1850-es évek viszonylag kedvezően alakultak, mivel a korábban rendszeresen pusztító járványok, különösen a kolera, kevésbé sújtották a lakosságot. Ennek eredményeként a természetes szaporodás jelentősen hozzájárult a népesség növekedéséhez, amelyet a bevándorlás is támogatott. Az 1860-as évtizedben azonban az endémiás betegségek és az 1866-os kolerajárvány komoly emberveszteséget okoztak, különösen a felnőtt lakosság körében. Hasonlóan súlyos következményekkel járt az 1873-as járvány, amely nemcsak Szegeden, hanem az ország keleti területein is jelentős veszteségeket eredményezett.
A járványok mellett az 1870-es években az árvíz is súlyos csapást mért a városra. Az árvíz haláleseteket, valamint jelentős lakosságmozgást idézett elő, mivel sokan hagyták el a várost. Ez az időszak azonban fordulópontot jelentett, amikor Magyarország a demográfiai átmenet időszakába lépett. A közegészségügy jelentős fejlődésnek indult az állami intézkedéseknek köszönhetően. Létrejöttek a közegészségügyi ellátást támogató intézmények, köztük közkórházak, járványkórházak és fertőtlenítő intézetek. A higiéniai feltételek javítását célzó intézkedések, például a csatornahálózat kiépítése és a tiszta ivóvíz biztosítása, hozzájárultak a járványok visszaszorításához.
Az 1880-as évektől kezdve Szeged lépésről lépésre csatlakozott a fejlődő európai városok sorához. Az 1890-es években a város közegészségügyi szempontból kiemelkedett a vidéki települések közül. Az ivóvíz minősége folyamatosan javult, különösen az 1904-ben átadott Szent István téri víztorony révén, amely napi 8000 köbméter ivóvizet biztosított a lakosságnak. Emellett a fürdőkultúra is fejlődött; a századfordulón tisztiorvosi felügyelet alá helyezték a város fürdőit, és 1912-ben megnyílt az ország első folyóvízi strandja.
Az 1885 és 1915 közötti időszakot a népesség gyors növekedése jellemezte, amit a gyermekhalandóság csökkenése és a magas születési arány okozott. Az első világháború azonban véget vetett ennek a folyamatnak. Az emberveszteségek, valamint a háború okozta születésszám-csökkenés hosszú távú demográfiai hatásokat eredményeztek. A háborús veszteségeket több kutató is elemezte; az emberveszteséget különböző módszertanok alapján 3554 és 9500 közötti számra becsülték, ami a város lakosságának jelentős, 3%-os csökkenését jelentette.
A demográfiai növekedés hatásai nemcsak Szegeden, hanem egész Magyarországon érezhetők voltak. A mezőgazdaság és az ipar nem tudta teljes mértékben felszívni a növekvő munkaerőt, ami tömeges kivándorlást eredményezett, főként Észak- és Dél-Amerikába. Szeged azonban, a város gazdasági sajátosságainak köszönhetően, képes volt megtartani lakosságát, például legelőbirtokok bérbeadásával.

## Modern kor
| Főbb közigazgatás-történeti adatok 1900 óta | Főbb közigazgatás-történeti adatok 1900 óta                                    |
| ------------------------------------------- | ------------------------------------------------------------------------------ |
| Rangja                                      |                                                                                |
| 1950-ig                                     | törvényhatósági jogú város                                                     |
| 1950–1954                                   | közvetlenül a megyei tanács alá rendelt város                                  |
| 1954–1971                                   | megyei jogú város                                                              |
| 1971–1990                                   | megyei város                                                                   |
| 1990 óta                                    | megyei jogú város                                                              |
| Hozzá tartozó települések                   |                                                                                |
| 1950-ig                                     | Ásotthalom, Balástya, Csengele, Mórahalom, Röszke, Ruzsa, Szatymaz, Zákányszék |
| 1952-ig                                     | Domaszék                                                                       |
| 1973–1997                                   | Algyő                                                                          |
| 1973 óta                                    | Gyálarét, Kiskundorozsma, Szőreg, Tápé                                         |
| Területi beosztása                          |                                                                                |
| 1950-ig                                     | (törvényhatósági jogú város)                                                   |
| 1950–1954                                   | Csongrád megye                                                                 |
| 1954–1971                                   | (megyei jogú város)                                                            |
| 1971-1994                                   | Csongrád megye                                                                 |
| 1994-2022                                   | Csongrád megye, Szegedi kistérség                                              |
| 2022 óta                                    | Csongrád-Csanád vármegye                                                       |
| Megyeszékhely                               |                                                                                |
| 1962-2022                                   | Csongrád megye                                                                 |
| 2022 óta                                    | Csongrád-Csanád vármegye                                                       |
| Egyéb központi szerepköre                   |                                                                                |
| 1950–1983                                   | Szegedi járás székhelye                                                        |
| 1984–1990                                   | Szegedi városkörnyék központja                                                 |
| 1994-2013                                   | Szegedi kistérség központja                                                    |
| 2013 óta                                    | Szegedi járás székhelye                                                        |